# 刘易斯与克拉克远征
刘易斯与克拉克远征（英語：Lewis and Clark expedition，1804年5月14日–1806年9月23日）是美國國內首次橫越北美洲大陸西抵太平洋沿岸的往返考察活動。領隊為美国陆军的梅里韦瑟·刘易斯上尉（Meriwether Lewis）和威廉·克拉克少尉（William Clark），該活動是由時任美國總統傑弗遜所發起。

## 任务说明

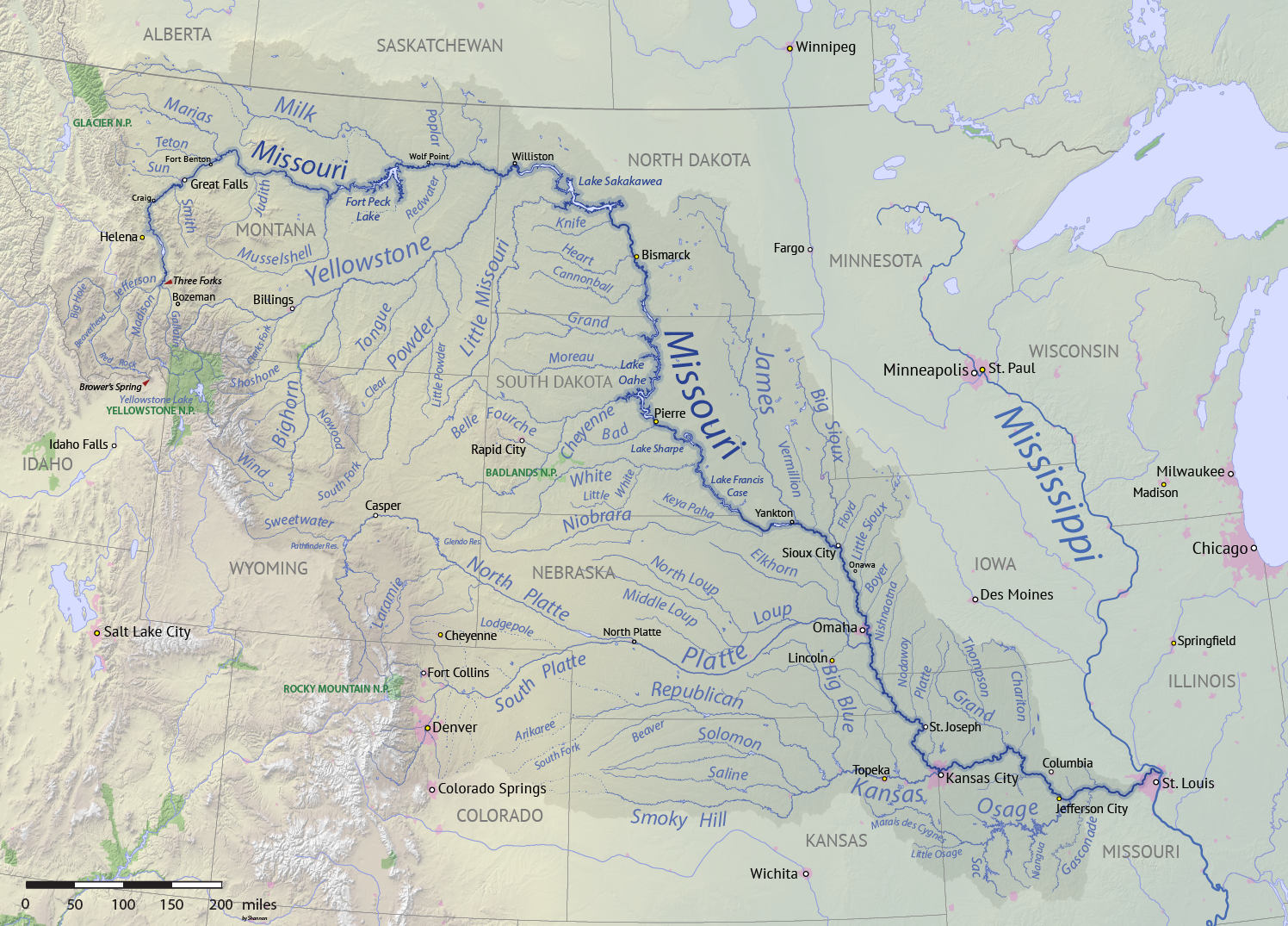
密蘇里河及其支流地圖

在加拿大的英国人和仍然占据着德克萨斯以及西南部地区的西班牙人，从来没有对路易斯安那死心，他们煽动当地的印第安人对抗进入这一地区的美国移民。杰弗逊总统认识到，要想控制这片土地只有依靠武力，于是，他向美国陆军寻求帮助。1804年杰斐逊批准炮兵团二等中尉威廉·克拉克和他的私人秘书、曾任第一步兵团上尉的梅里韦瑟·刘易斯带领探险队共45人，其中包括懂西班牙语和印第安语的翻译，并准许刘易斯和克拉克在必要的情况下可以使用军事手段。行动前，杰斐逊感到了来自英国、法国和西班牙的威脅，他告诫刘易斯和克拉克：“必须利用各种方法与我们保持联系。”就这样，这支自称为“探索军团”的队伍，乘着一只龙骨艇和两只双桅平底船，沿着密苏里河逆流而上，开始了史诗般的探险之旅。
The object of your mission is to explore the Missouri River, and such principals stream of its, as, by its course and communication with the waters of the Pacific Ocean...may offer the most direct and practicable water communication across this continent for the purpose of commerce.

你的任务目标是探索密苏里河和及其主要支流，例如，其河道和通达太平洋的水道……可作为商业用途、横跨大陆的直接和实用的交通水路。

——托马斯·杰斐逊

## 路易斯安那购地和西部考察

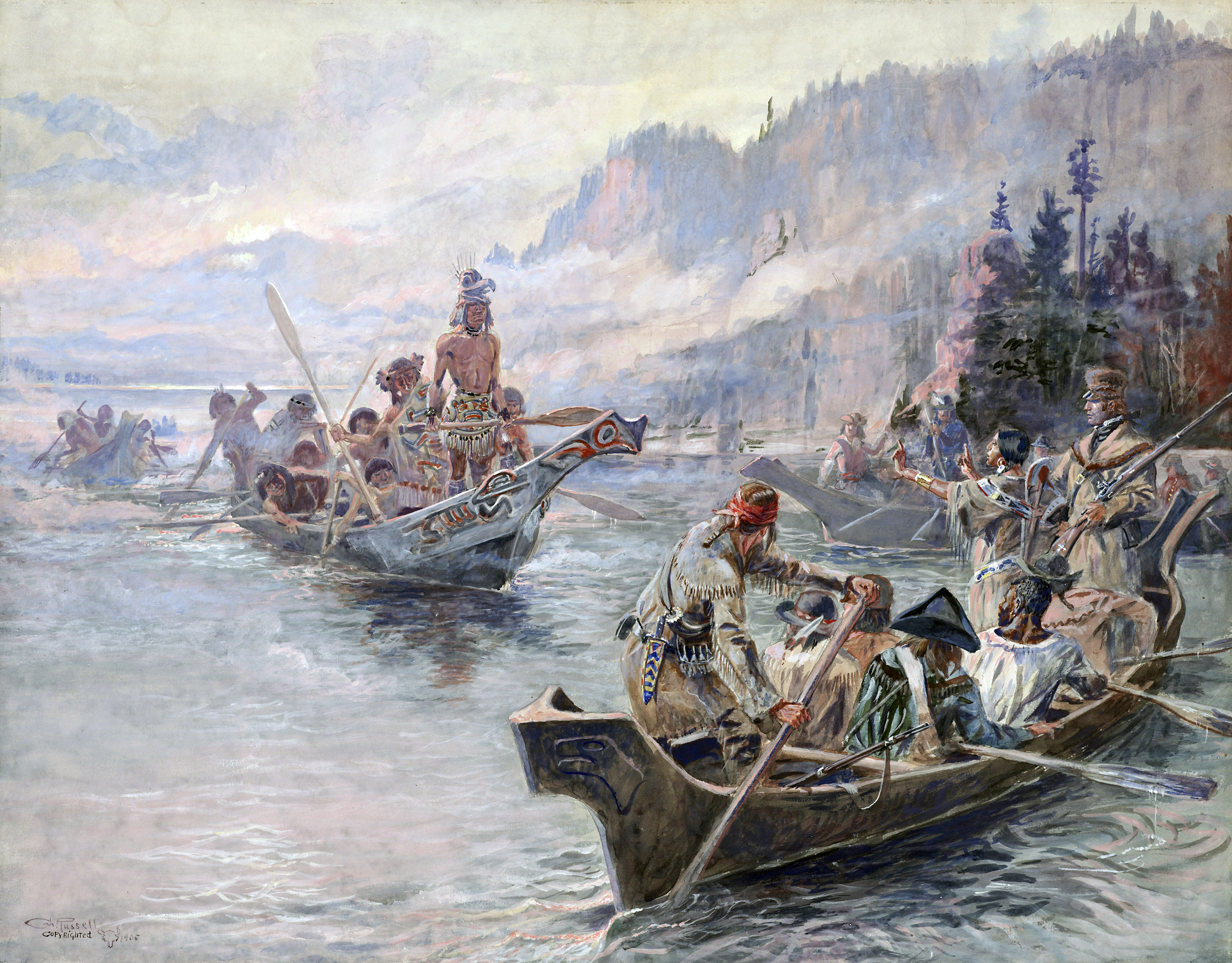
《刘易斯与克拉克在哥伦比亚下游》，C.M.罗素

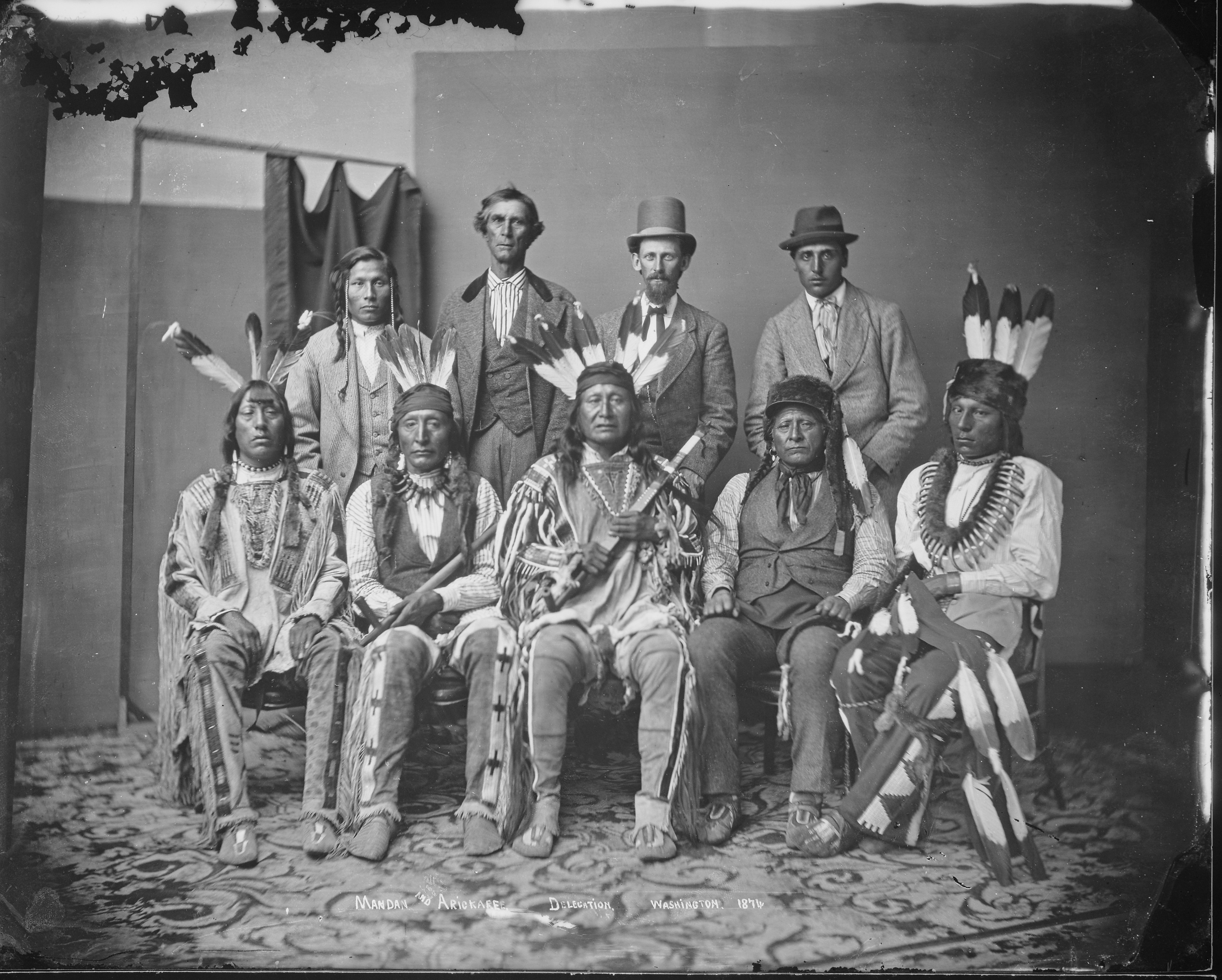
Mandan和Arikara代表团. （NB这张照片的日期在探险后所照）

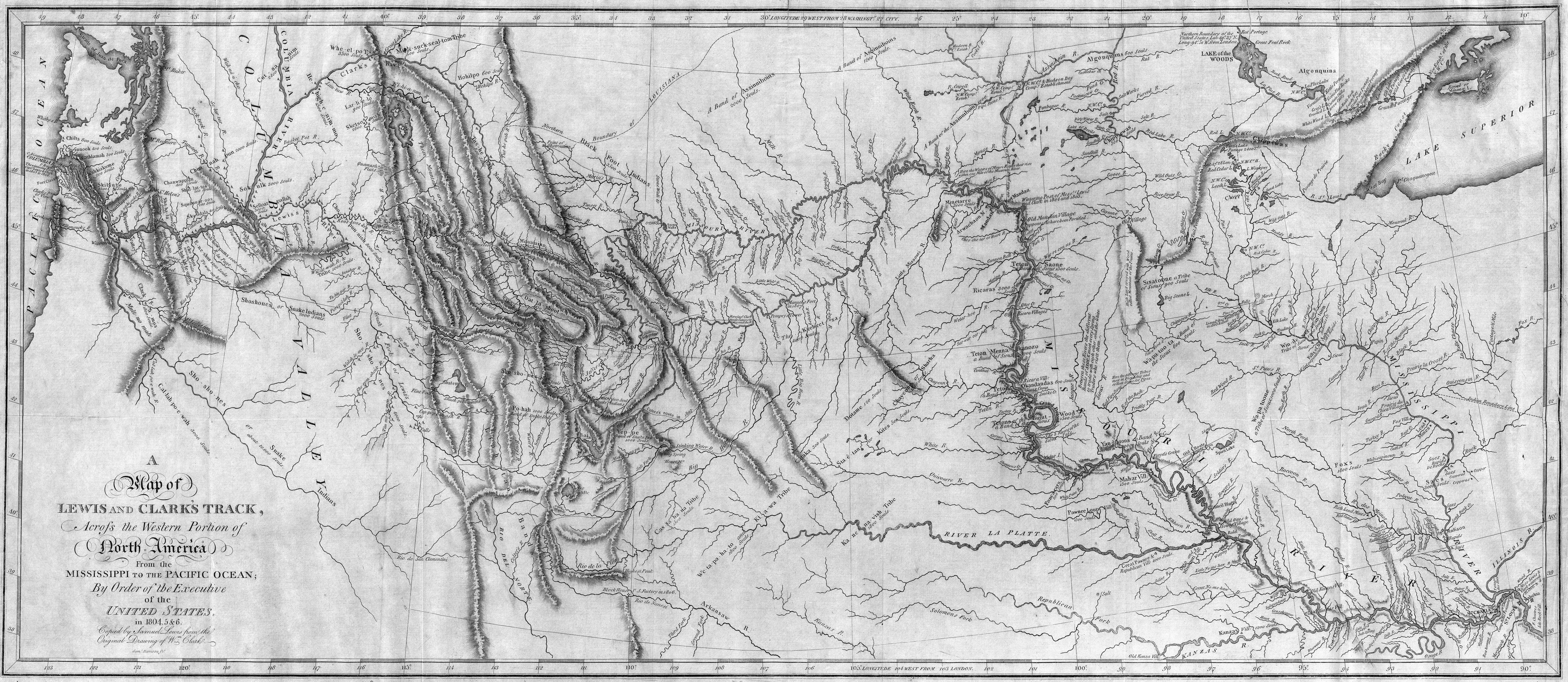
著名的刘易斯和克拉克探险地图。它改变美国西北的地图繪法，首次准确测绘哥伦比亚和密苏里流域，以及落矶山脉。

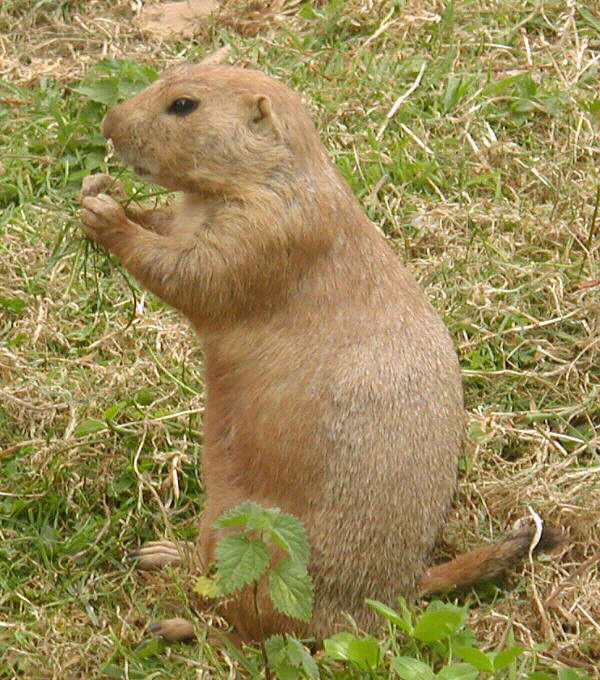
黑尾土拨鼠

1803年路易斯安那购地案引起美国人兴趣。购买几个星期后，美国总统托马斯·杰斐逊，主张向西扩张，美国国会拨出2500美元派遣人员10人或12人，去探索西部海洋。他们研究印第安人部落、植物、地质、地形和该地区的野生动物，评估英国和法裔加拿大猎人和设阱捕兽者以及已经在该地区设立的潜在干扰。探险队没有越过北美，大约在十年后的1813年，亚历山大·麦肯齐探险队，是欧洲人第一次跨越太平洋。
杰斐逊挑选梅里韦瑟·刘易斯上尉领导探险队，此后称为“探险军团”；刘易斯挑选威廉·克拉克作他的伙伴。由于官僚延误美国陆军，克拉克正式起行时，只有少尉军衔。但刘易斯仍与克拉克共同领导考察队，谈及克拉克总是称为「上尉」。
1804年5月14日，两位指挥官带领队伍开始远征。于此同时，西班牙大使要求新西班牙（现在的墨西哥）总督、内陆省总司令萨希多“逮捕刘易斯船长和他的手下们”。以冷酷著称的萨希多同时煽动与西班牙同盟的科曼奇族，派遣他们去刺杀刘易斯和克拉克，但是科曼奇人没能找到这支探险队。
8月底，探险队进入黑丝部落拉克塔斯族和蘇族的领地。这些印第安部落是美国中西部大平原的统治者，自称是“勇者之王”。早在探险队出发前，杰斐逊便给拉克塔斯族送去亲笔信，说自己敬畏这个民族强大的力量。探险队与拉克塔斯族进行友好而平静的会面，好客的印第安人邀请探险队员们吸烟。看到这种烟管超长的烟斗时，刘易斯和克拉克很惊异，他们给吸烟的地点取名为烟斗崖。
9月25日，在今天的南达科他州，探险队与另外一个拉克塔斯族部落相遇。这个部落因为抢劫过往的商人而声名狼藉。探险队与酋长托特洪加会面。会面中，拉克塔斯族想突然袭击探险队，但为士兵们勇敢的举动所打动，酋长托特洪加抛却最初的敌意。
秋季探险队在密苏里河附近、曼丹族居住的地区建立曼丹堡垒，准备在此过冬。春天来临后，4月7日他们重新踏上征途。他们经过密苏里河的支流黄石河，来到密苏里河大瀑布。7月之后，他们进入落矶山脉门户的山地。1805年8月11日，他们与肖松尼人部落的战士相遇。10月，探险队穿越了爱达荷州进入华盛顿州，渡過北美地区流速最快的河流斯内克河和清水河。
10月16日，他们到达哥伦比亚河，并由此经水路前往太平洋。三天后，探险队到达他们梦想的终点———太平洋。日志是这样记录的：“在宽阔的哥伦比亚河口，我们享受着观看太平洋海景的喜悦。”
探险队花费近一个月的时间考察太平洋海岸、附近的平原，还调查太平洋沿岸的印第安部落情况。他们在这里建造一座名为科拉特索普堡的堡垒。这座堡垒的建成，宣告美国军事力量的触角第一次延伸到太平洋沿岸。科拉特索普堡不但成为美国在太平洋边的第一座哨卡，也是美国在西部的地标，这成为刘易斯和克拉克此次历险的最高成就。
1806年3月23日探险队一行踏上归途。也许是由于英国北西皮毛公司的挑唆，在返回的路上，原先友好的印第安人变得充满敌意。尽管这样，他们还是在1806年9月23日中午，回到圣路易斯。

## 成绩
- 美国获取了美国西部地理的广泛的知识以及主要河流和山脉的形式地图
- 观察和描述178种植物和122种动物种类和亚种
- 鼓励西部的欧美毛皮贸易
- 打开欧美与印地安人的外交关系
- 建立了一个西部军队探险的先例
- 加强了美国对俄勒冈领土的要求
- 聚焦美国和媒介在西部的注意
- 创作了一部关于西部的文学巨著《刘易斯和克拉克日志》

## 远征队成员
- 梅里韦瑟·刘易斯上尉 （1774 – 1809） 托马斯·杰斐逊总统的私人秘书和远征队的领导人。
- 威廉·克拉克二等中尉 （1770 – 1838） 共同指挥远征队。
- 约克 （ca. 1770 – 1831） 克拉克的仆人（奴隶），他共同承担了旅途的危险，但未得到奖励，隊伍中唯一的黑人。
- 查尔斯·弗洛伊德中士（1782 – 1804） 考察队的军需官，但在旅行中早逝。他是死于考察中的唯一一人。
- 帕特里克·盖斯中士（1771 – 1870） 首席木工，在弗洛伊德去世后，晋升为中士。
- 约翰·奥德韦中士（ca. 1775 – ca. 1817） 负责执行纪律和警卫任务，以及为考察作记录。
- 纳撒尼尔·赫尔·普赖尔中士（1772 – 1831）第一组领导；他主持了对二等兵约翰·科林斯和休·赫尔的军事法庭。
- 理查德·沃芬顿下士（1777 – ?） 1805年在圣路易斯退出。
- 二等兵约翰·博利（日期不详） 杜波伊斯河被处分和指定退出团队。
- 二等兵威廉·E·布拉顿（1778 – 1841）猎人、铁匠。
- 二等兵约翰·科林斯（? – 1823） 经常有纪律问题；因盗窃威士忌被法院一直拘押看守。
- 二等兵约翰·科尔特（ca. 1775 – 1813） 最初被控叛变，后来证明他是一个有用的猎人；他赢得了他的成名之旅。
- 二等兵皮埃尔·克鲁萨特 （日期不详） 是单眼失明的法国小提琴手，且是一个熟练的船工。
- 二等兵约翰·丹姆（1784 – ?） 杀了一只鹈鹕。
- 二等兵约瑟夫·菲尔德（ca. 1772 – 1807）  伐木工且为熟练的猎人，鲁宾的兄弟。
- 二等兵鲁宾·菲尔德（ca. 1771 – 1823?） 伐木工且为熟练的猎人，约瑟夫的兄弟。
- 二等兵罗伯特·弗雷泽（1801 – 1837） 写了一本杂志，没有发表。
- 二等兵乔治·吉普生（1773 – 1809） 小提琴手、好猎人；他还担任翻译（也许通过手语进行翻译）。
- 二等兵西拉斯·古德里奇（日期不详） 考察队的主要渔夫。
- 二等兵休·赫尔（ca. 1772 – ?） 和约翰·科林斯因盗窃威士忌被送上法庭。
- 二等兵托马斯·普洛克特·霍华德（1779 – ?） 军法审判员，表示他们为对印地安人树立“坏榜样”。
- 二等兵弗朗索瓦·拉比什（日期不详） 法国毛皮商人，担任翻译和船员。
- 二等兵休·麦克尼尔（日期不详） 第一个站在横跨密苏里河上游大陆分水岭的白人探险家。
- 二等兵约翰·纽曼 （ca. 1785 – 1838） 被軍事法庭審判，因反复表現高度犯罪和反叛的性質而被限制。
- 二等兵约翰·波茨（1776 – 1808?） 德国移民、磨坊主。
- 二等兵摩西·B·里德（日期不详） 1804年8月试图逃跑，被开除。
- 二等兵约翰·罗伯逊（ca. 1780 – ?） 短期队员。
- 二等兵乔治·香农（1785 – 1836） 考察期间两次失踪，有一次失踪了16天。
- 二等兵约翰·希尔兹（1769 – 1809） 铁匠、枪炮制造工、熟练木匠；和约翰·科林斯因兵变被送军事法庭。
- 二等兵约翰·B·汤普森（日期不详） 有经验测量员。
- 二等兵霍华德·图恩（1770 – ?） 猎人、领航员。
- 二等兵埃比尼泽·图特尔（1773 – ?）他可能在1804年6月12日被送回；或在1805年由曼丹堡归队。
- 二等兵彼得·M·魏泽尔（1781 – 1828） 在杜波伊斯河有轻微违纪问题；他是团队的常任理事（永久成员）。
- 二等兵威廉·魏尔纳（日期不详） 在远征开始时因擅离职守在密苏里州圣查理被判了罪。
- 二等兵艾萨克·怀特（ca. 1774 – ?）约在1804年6月12日被送回；或在1805年由曼丹堡归队。
- 二等兵约瑟夫·怀特豪斯（ca. 1775 – ?） 裁缝，经常为其它人缝补衣服；他记了约五个月的远征日记。
- 二等兵亚历山大·汉密尔顿·维拉德（1778 – 1865） 铁匠，约翰·希尔兹助手。1804年7月12日因站岗时睡觉被判有罪，受到一百鞭的处罚。
- 二等兵理查德·温莎（日期不详） 经常被分配作为志愿猎人。
- 翻译杜桑·夏博诺（Toussaint Charbonneau） 萨卡加维亚的丈夫，翻译，且为厨师。
- 翻译萨卡加维亚（Sacagawea） 夏博诺的妻子，翻译，肖松尼人，是远征队的一名重要的成员。
  - 让·巴蒂斯特·夏博诺，杜桑·夏博诺和萨卡加维亚之子，生于1805年2月11日；他的出生消除了别人对远征队是好战团体的观念，在印第安人土地上，为远征队的行动提供了润滑剂。
- 翻译乔治·德鲁亚尔 （1794 – 1810） 熟识印第安手语，且为考察队最棒的猎人。
- 狗希曼，刘易斯的黑色纽芬兰犬。

## 刘易斯和克拉克远征的时程表

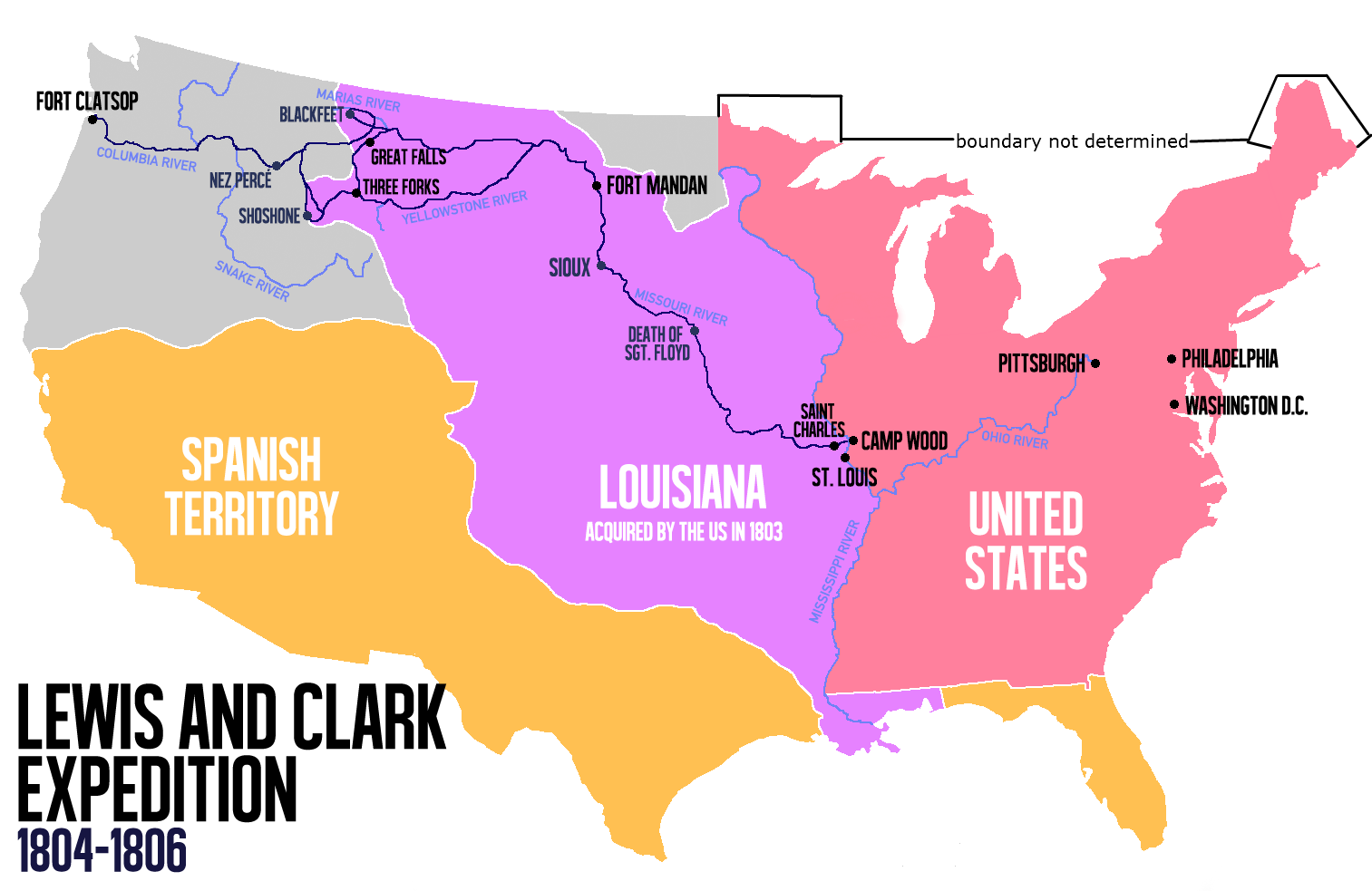
遠征的路線

### 1804年
- 5月14日：探險隊下午4點從杜布瓦營地出發，遠征太平洋正式開啟！
- 5月16日：探險隊抵達密蘇里的聖查理斯（St. Charles）。
- 5月21日：下午3點從聖查理斯開拔。
- 5月24日：途經布恩的營地，來到著名的樵夫-瓦倫堡之家。
- 5月25日：探險隊經過密蘇里河上的拉查雷特小村莊，查理斯·佛洛伊德在他的日誌寫著：「這是河道上最後的白人聚落。」
- 6月1日：探險隊抵達歐塞奇河。
- 6月12日：劉易斯與克拉克遇見三個捕獸人——搭乘兩艘獨木舟，其中一位小皮耶·多里安認識喬治·羅傑斯·克拉克（克拉克隊長的哥哥）。刘易斯与克拉克於是說服多里安回蘇族營區，擔任他們的翻譯。
- 6月26日：探險隊來到考點（Kaw Point），堪薩斯河從這裡匯入密蘇里河 。

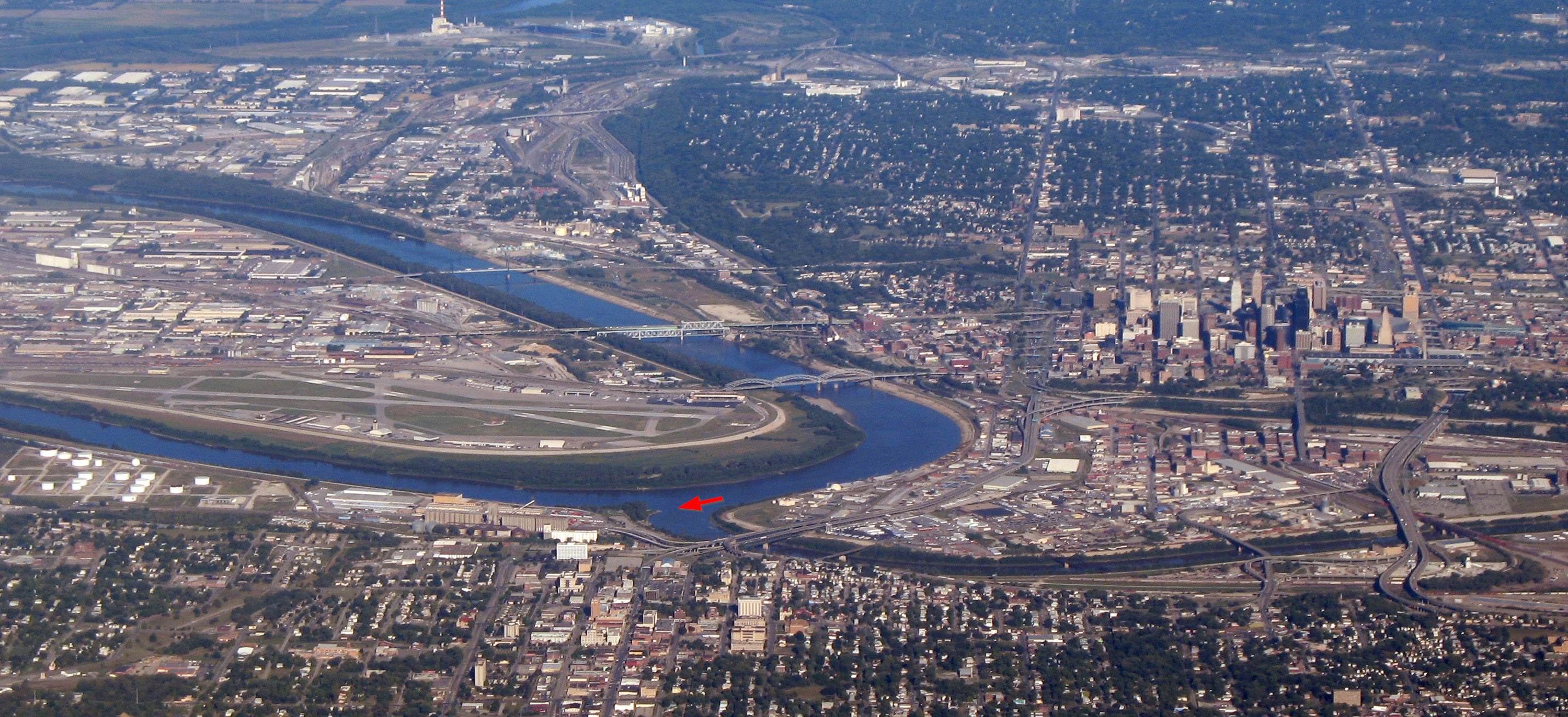
「考點」（紅色箭頭處）

- 6月28–29日：新領地的第一樁『刑罰』。值班的約翰·柯林斯大兵闖進了耗材區，夥同休·霍爾大兵喝個酩酊大醉；柯林斯被抽了100鞭，霍爾被抽了50鞭。
- 7月4日：躬逢獨立紀念日，把一條位於艾奇遜（堪薩斯州）附近的一條溪命名為獨立溪。
- 7月11–12日：新領地的第二樁『刑罰』。亞歷山大·漢密爾頓·威爾拉德大兵被控在擔任哨兵的時候，躺下來呼呼大睡，這可是死罪，他被判處每天鞭撻100下，連續四天。
- 7月21日：抵達普拉特河， 距聖路易市640 哩（近1100公里）；進入蘇族領地。

- 8月1日：克拉克隊長的34歲生日。

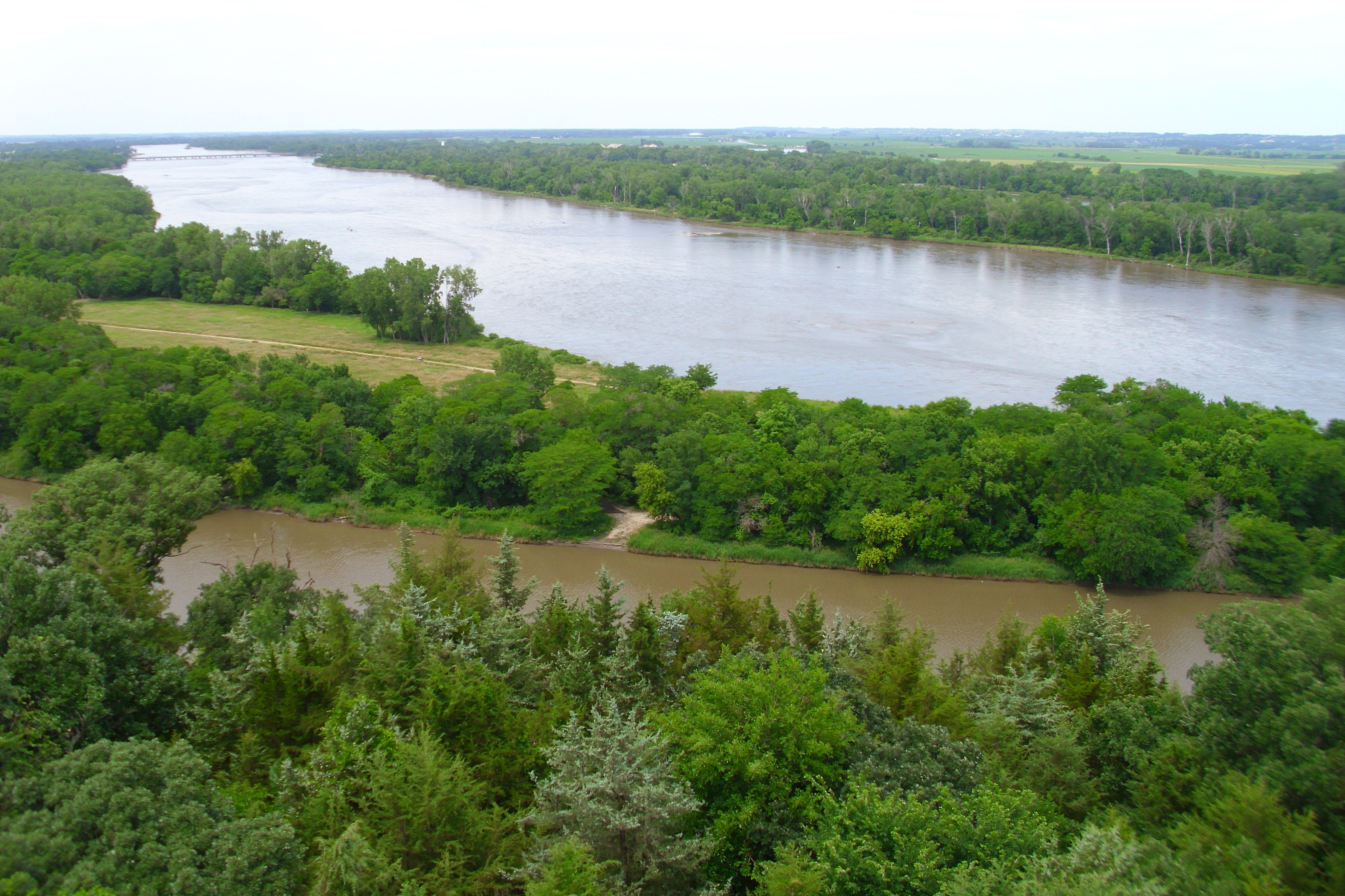
普拉特河

- 8月3日：探險隊在愛荷華的康瑟爾崖市舉行了合眾國與奧托和密蘇里部落代表之間的第一次正式會晤。他們分發和平勳章、15星旗等其他禮物，部落男子簇擁他們並有技藝展示。
- 8月4日：摩西·里德聲稱要回到以前的營地取回一把刀，到了聖路易斯，還無返回的跡象。
- 8月18日：喬治·德魯拉德與里德和奧托斯的"首席小偷"一起回到營地。里德被判笞刑500鞭後，並永久退出營隊。
- 8月18日：劉易斯隊長過30歲生日。
- 8月20日：查爾斯·弗洛伊德中士過世。他死於（闌尾炎），是死於考察中的唯一一人。
- 8月23日：約瑟夫·菲爾德大兵殺了第一頭野牛。
- 8月26日：派屈克·蓋斯大兵被推選為中士，這是密西西比河以西新領地的第一場選舉。喬治·香農被選派去向原住民弄來馬匹。
- 8月30日：與拉科塔族進行一場融洽的交流會。根據傳統，劉易斯以國旗包覆一名新生兒，宣告他為"美國人"。
- 9月4日：來到奈厄布拉勒河河口。
- 9月7日：探險隊經由灌水把一隻土撥鼠從洞穴逼出來，把它送回給傑弗遜（總統）。
- 9月14日：獵人捕殺草原山羊（羚羊），並描繪下來。
- 9月25–29日：一支拉科塔族人要求我們留下一艘船作為繼續前進的通行費。與泰頓族會晤，為拉近關係，氣槍演示，獎牌禮品，軍大衣，帽子，煙草；語言難以溝通。邀請酋長們上龍骨船，給每位半杯威士忌，醉了想要更多；兩支族與蘇族武裝對抗。一些酋長睡在船上，向上游行進到另一個村莊，在小屋裡會面，舉行了頭皮舞。
- 10月8–11日：通過大河阿里卡拉族的大本營，超過2000名以上的阿里卡拉人。約瑟夫·格拉林斯經商，在阿里卡拉人中生活了13年。來自魁北克的皮耶·安東尼·塔博則住在另一個村莊。
- 10月13日：約翰紐曼大兵約翰·紐曼試圖抗命（被里德慫恿），吃了75鞭後，永久逐出營隊。
- 10月24日：遇見了他們的第一個曼丹族酋長——「大白」。約瑟夫·格拉林斯擔任翻譯。
- 10月24日：探險隊來到曼丹族和希達薩族的原始村落。隊長們決定在主要村落中沿河建造一座曼丹堡。
- 10月26日：雷內·傑索姆和曼丹族生活了十多年，聘用為曼丹語翻譯。休·麥克拉肯是西北公司的一名交易員。弗朗索瓦-安東尼·拉羅克、查爾斯·麥肯齊也來拜訪了劉易斯與克拉克。
- 11月–12月：構建曼丹堡...
- 11月2日：僱用巴提斯.拉.佩吉，遞補紐曼。
- 11月4日：隊長們遇到法屬加拿大的皮草獵人－圖桑·夏博諾，他和休休尼族的兩位妻子——「薩卡加維亞」和『小水獺』生活於希達薩族人中。

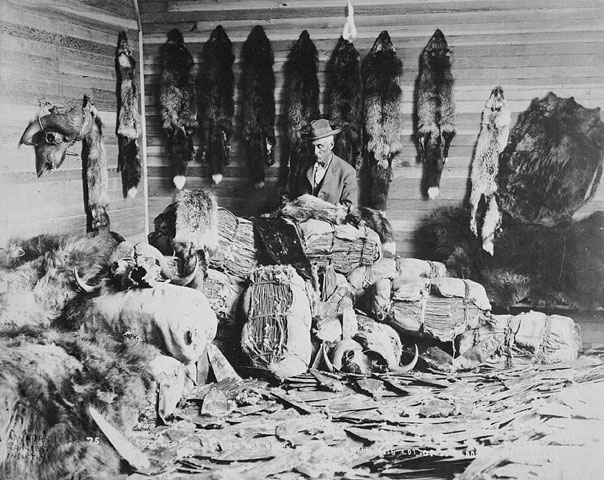
1890年代，西北領地的皮毛獵人

- 12月24日：曼丹堡大抵完成，探險隊入住、以備過冬。

### 1805年
- 1月1日：探險隊以「兩聲砲響以及小提琴、鈴鼓、號角交織的樂音」來慶祝新年。
- 2月9日：湯瑪斯·霍華德大兵爬上城牆，一名原住民有樣學樣。「對野蠻人立下最惡劣的榜樣」處鞭撻50下——這項罰則僅適用曼丹堡內，持續至整個遠征期間。劉易斯赦免了鞭撻（霍華德）。
- 2月11日：薩卡加維亞產下了－讓·巴普蒂斯特·夏博諾——探險隊最年輕的成員。克拉克暱稱讓·巴普蒂斯特為『幫浦』，劉易斯用響尾蛇的尾巴説明薩卡加維亞的這場分娩。（傑紹姆的主意）

- 4月7–25日：從曼丹堡到黃石河。

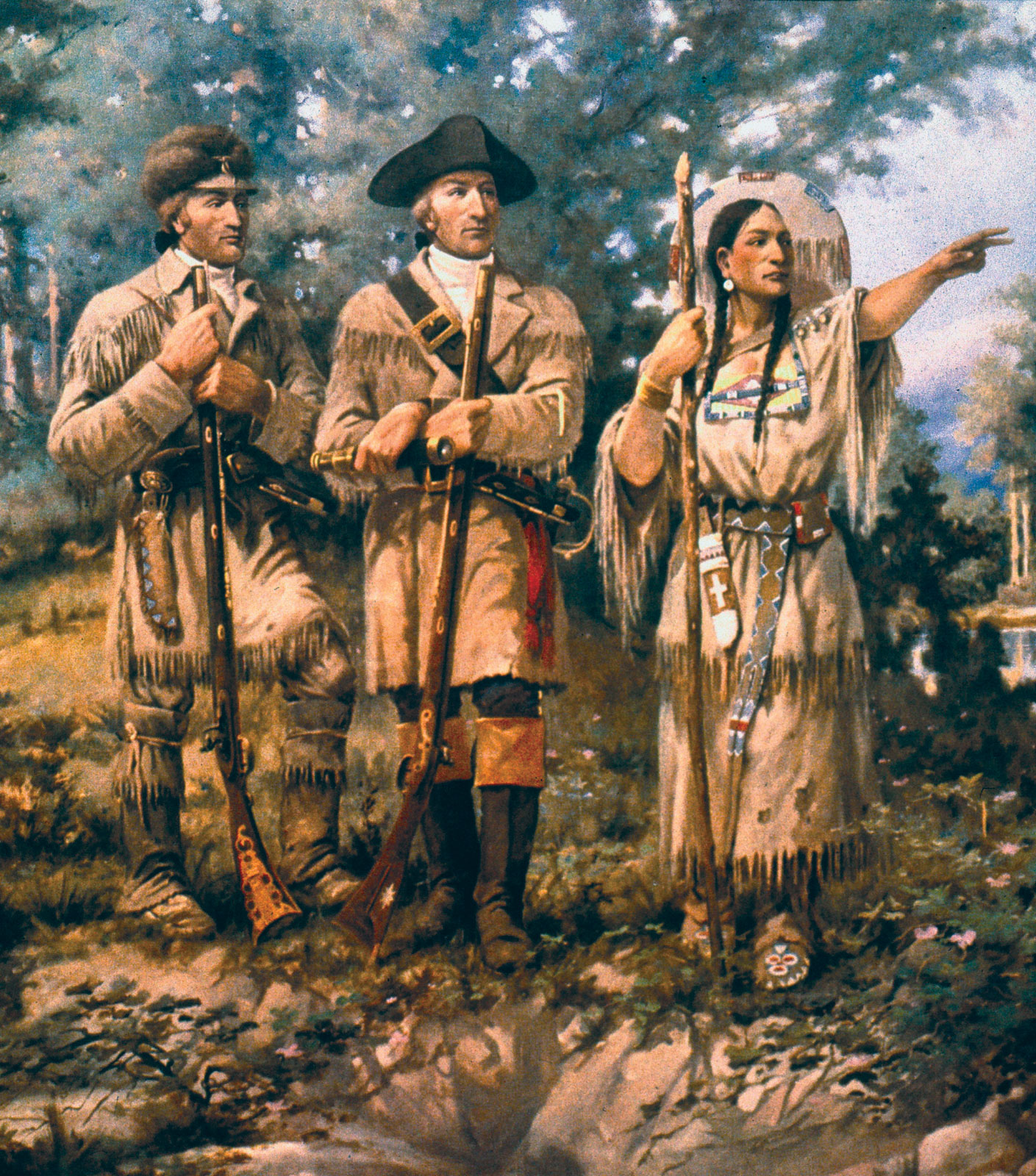
薩卡加維亞（右）與劉易斯、克拉克

- 4月7日：探險隊離開曼丹堡。龍骨船被送下河，留給曼丹堡六支獨木舟和兩艘皮羅格船。湯瑪斯·霍華德收到妻子娜塔莉亞的來信。
- 4月25日：抵達黃石鎮。派遣約瑟夫·菲爾德溯河而上、考察黃石鎮，他發現了大角羊，帶了牠的角回來。劉易斯尋覓適宜建築城堡的地點，就是後來的聯盟堡和畢福德堡。
- 4月25日–6月3日：黃石河到馬里亞斯河
- 4月27日：進入今天的蒙大拿州。
- 5月5日：劉易斯和一名獵人殺了第一隻灰熊。
- 5月8日：牛奶河。稱謂來自乳白的外觀，原住民稱它為『咒罵一切的河』。
- 5月14日：突如其來的暴風雨傾覆了一艘皮羅格船和許多物品，諸如耗材、營隊帳目簿...沖入了河裡。薩卡加維亞鎮靜救回了大部分的物品，克拉克後來稱讚她思維敏捷。
- 6月3–20日：馬里亞斯河到大瀑布

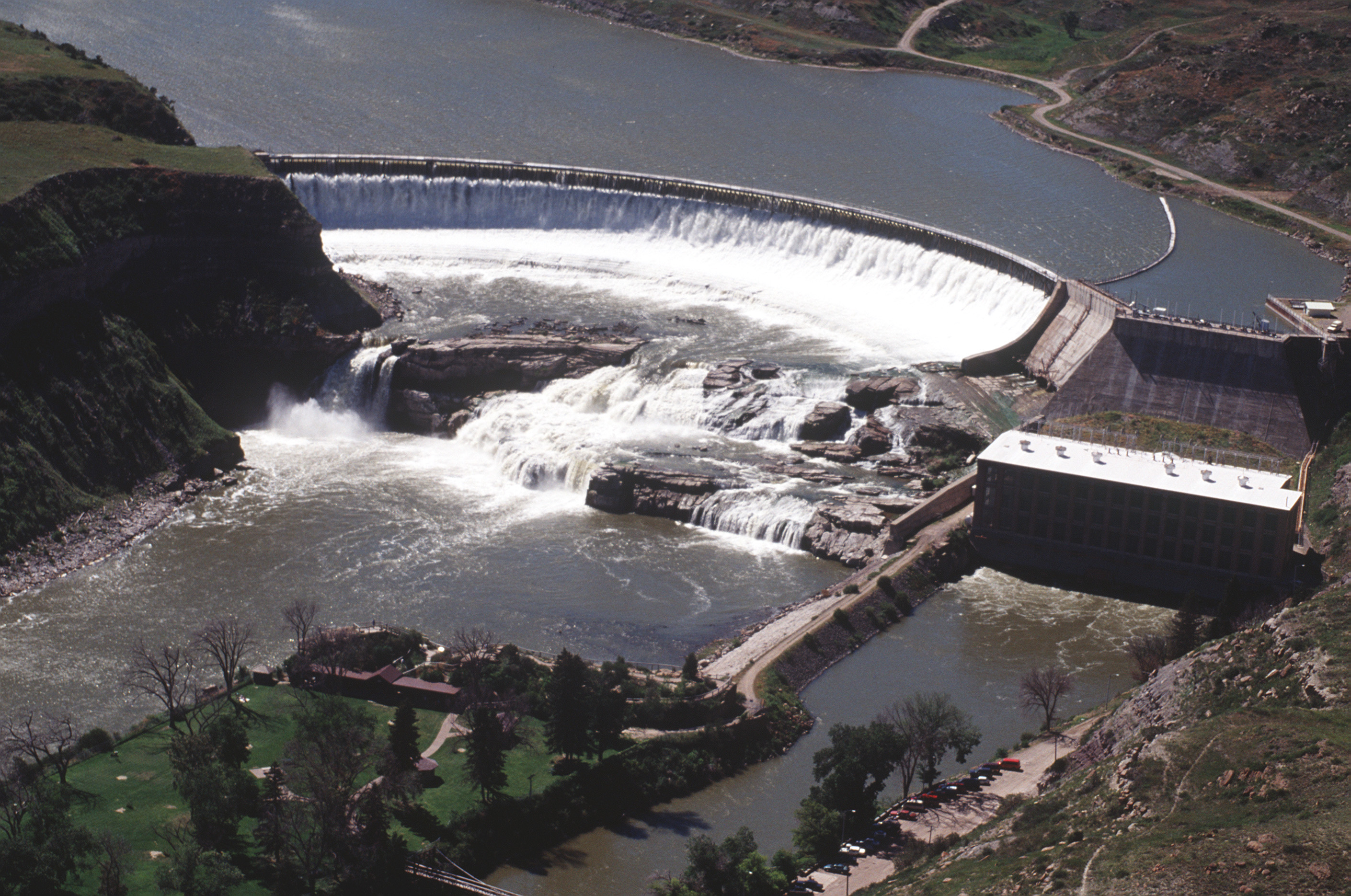
大瀑布Ryan Dam攝於1995年

- 6月3日：到達馬里亞斯河的河口。初建營地貯存庫，存放：鐵匠風箱及工具、熊皮、斧頭、鑽子、銼刀、鑿子，兩桶乾玉米、兩桶豬肉、一桶鹽，錫杯若干、兩支步槍、海貍圈套兩副、24磅粉末分裝在若干鉛桶，暗紅色皮羅格船。 原住民不能辨識他們這條河，無法馬上確定哪條河是密蘇里河，只得派出一個偵察隊去探索每條支流——北支流（馬里亞斯河）、南支流（密蘇里河）；蓋斯軍士帶領兩名大兵去到南支流，普賴爾軍士和兩名大兵前往北支流，還是無法確知哪條河是密蘇里河。於是克拉克、蓋斯、尚農、約克和菲爾德兄弟前往南支流，劉易斯、德魯亞爾、薛爾德、溫莎.普賴爾、克魯塞特、拉佩吉前往北支流。探險隊中的大部分成員確信北支流是密蘇里河，劉易斯與克拉克相信南支流是密蘇里河，於是向南而去。
- 6月13日：探險隊偵察前進。劉易斯和四個夥伴看到了大瀑布，確認他們正朝著正確的方向前進。劉易斯寫下他發現大瀑布的情景：「當我的耳朵被一個令人愉快的水降落的聲音致敬，同時進一步前進，我看到噴濺在平原上像一列煙柱...開始發出巨大的咆哮聲，以致沒有任何理由可以誤認，除了密蘇里的大瀑布。」
- 6月14日：劉易斯在河的北側探索性散步。劉易斯射殺了一頭野牛，當他注視著野牛的死去時，一隻灰熊偷偷接近他，一直追到河裡。
- 6月21日– 7月2日：在瀑布周圍搬運船隻和設備。
- 6月27日：存放：桌子、書籍、植物和礦物標本、兩桶豬肉、半桶麵粉、兩支銃、半桶子彈和其他小物品。
- 6月：克拉克勘測了18.4哩路。 克拉克是第一個看到從河的南邊觀看瀑布的白人，克拉克在勘察路線時還發現了一個巨大的噴泉。（大噴泉）

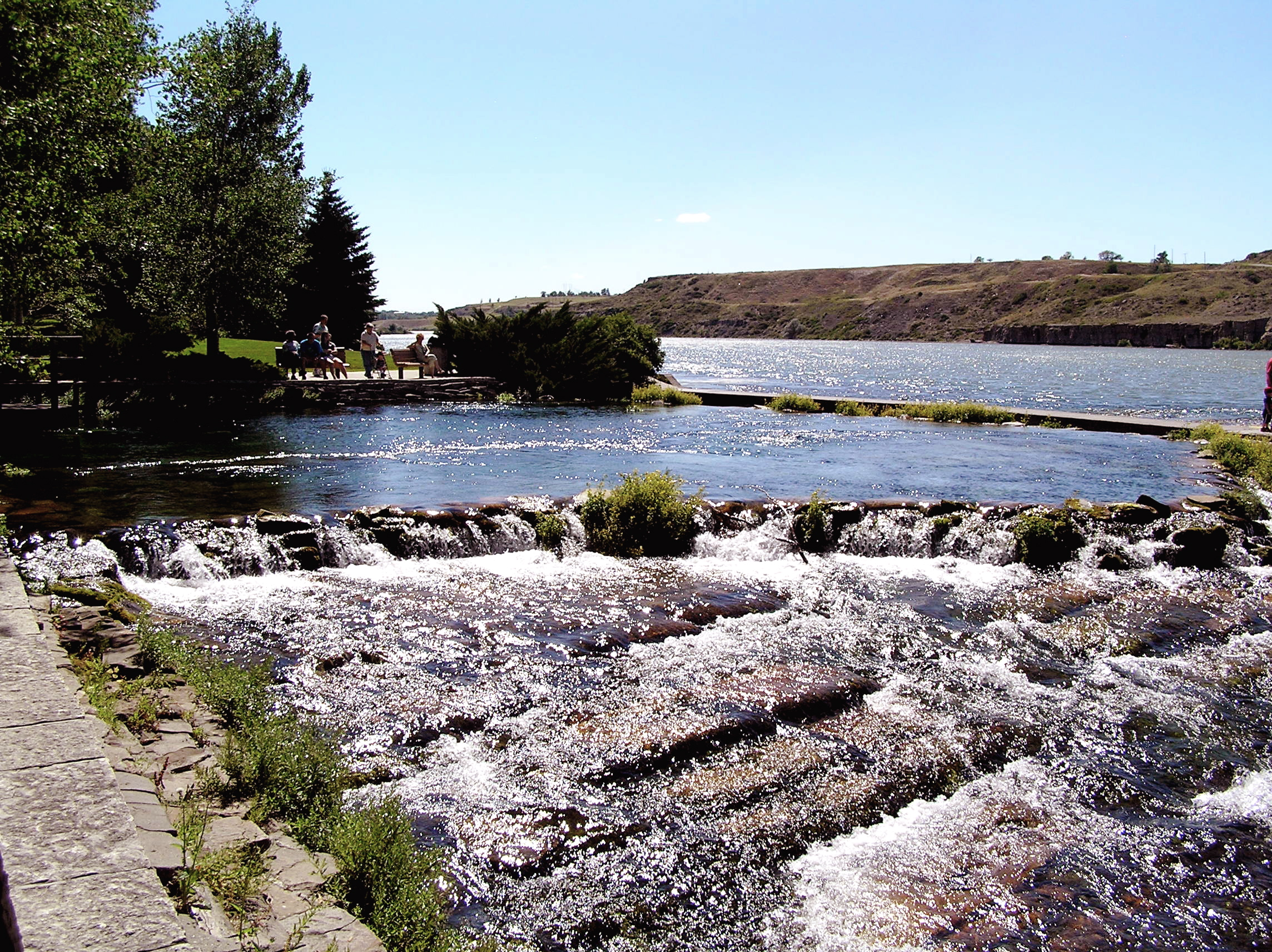
大噴泉Giant Springs

- 6月22日–7月9日：建造鐵框船，用來替換皮羅格船。於7月9日下水，但在一場暴雨後漏水。於7月10日拆卸後存放起來。
- 7月10–15日：建立獨木舟營地，建造2個新挖的獨木舟，以取代失敗的鐵框船。
- 7月15日–8月8日：大瀑布到休休尼部落。 離開獨木舟營地，搭乘8艘船穿越山野之門抵達三支流區（密蘇里河的三條支流——傑弗遜河、加拉廷河和麥迪遜河）。從密蘇里河口至此遠征了2464.6哩。他們通過海狸頭岩。

- 8月1日：克拉克隊長的35歲生日。

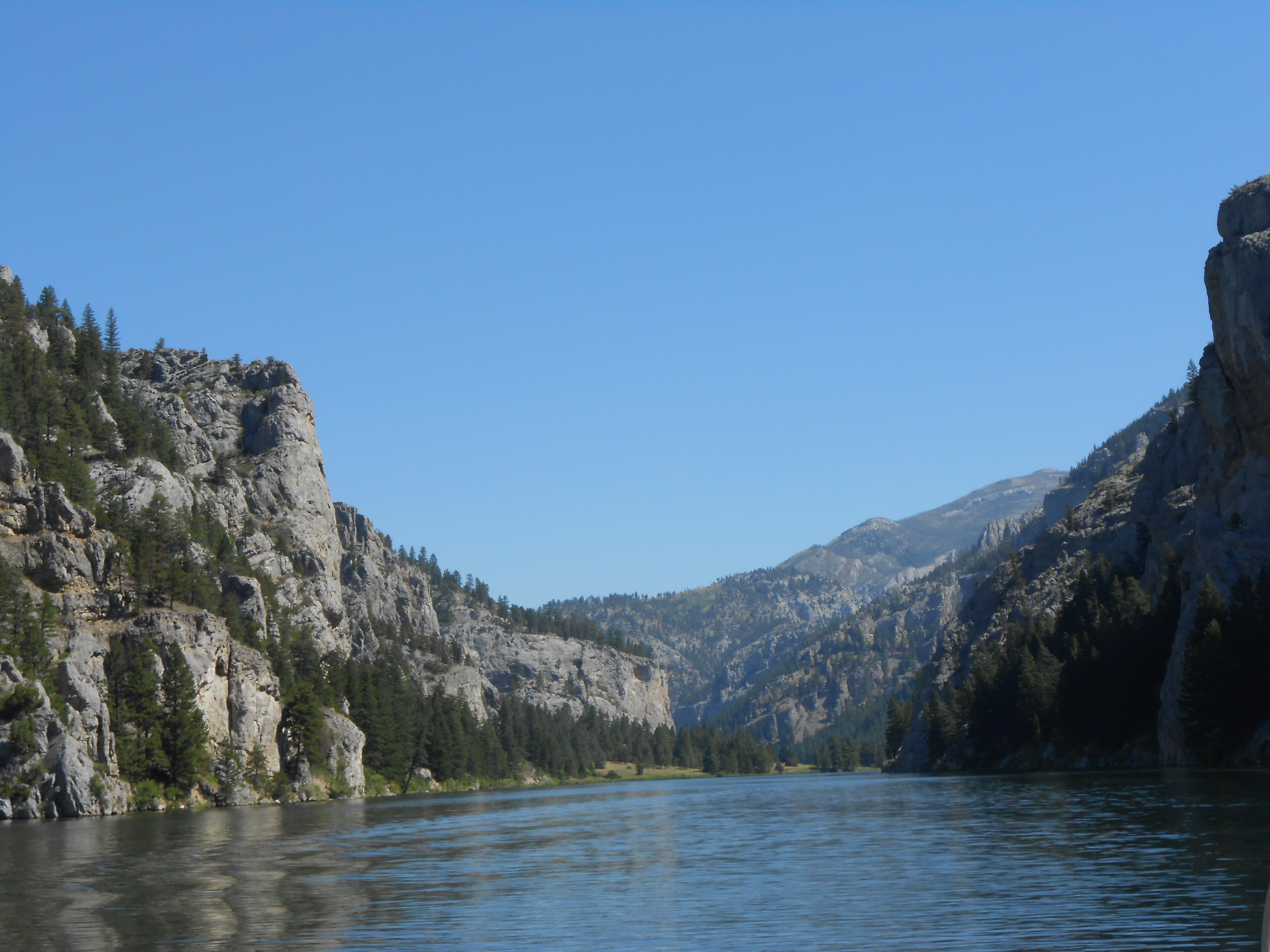
山野之門Gates of the Mountains

- 8月11日：劉易斯自曼丹堡之後，第一次看到原住民。
- 8月12日：偵查隊與主要營隊分開，劉易斯從萊米埡口穿越美洲大陸分水嶺。

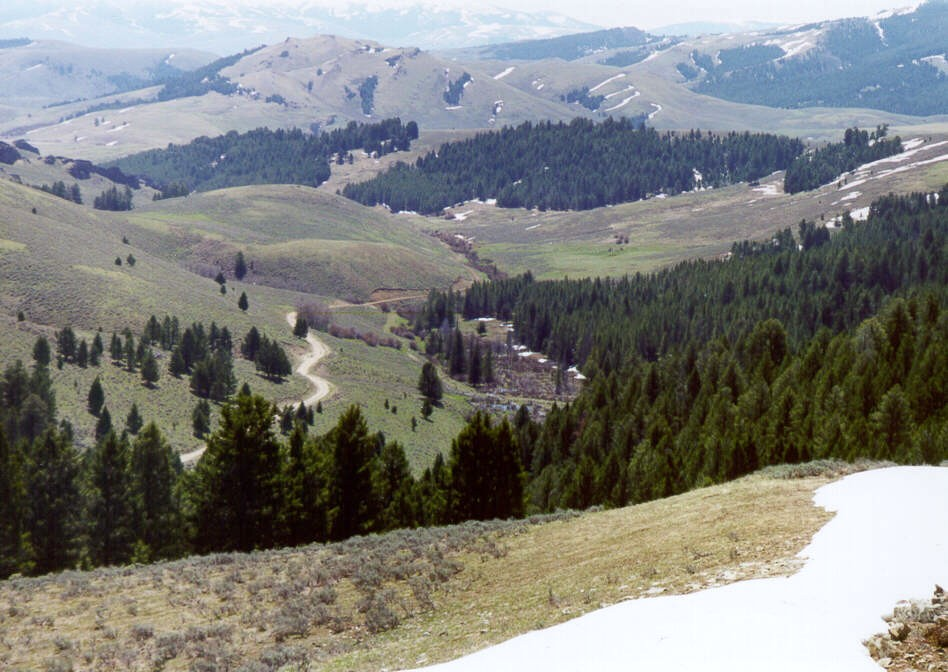
萊米埡口Lemhi Pass

- 8月13日：劉易斯會晤卡瑪瓦伊，他是休休尼支族的首領。
- 8月15–17日：劉易斯從萊米埡口由卡瑪瓦伊陪同返回，建立幸福營地——1961-64年修建為克拉克峽谷大壩。
- 8月17日：與休休尼人正式會談，交談之間，薩卡加維亞得知她家庭的結構，並推算出卡瑪瓦伊是她的同輩兄弟。劉易斯與克拉克為翻越落磯山脈洽購馬匹、籌備盤纏，他買了29匹馬駝運行囊或不虞時食用，添購槍枝、粉末、彈丸、手銃，並雇用族人『老托比』為嚮導。
- 8月18日：劉易斯隊長的31歲生日。在他的日誌中，他責罵自己「好逸惡勞」、懶惰，發誓要用餘生去嘉惠人民
- 8月26日：劉易斯引領主要營隊從萊米埡口穿越大分水嶺。至此，他們離開新購買的美國領土，進入有爭議的俄勒岡區域。
- 9月1日–10月6日：穿越比特鲁特山（Bitterroot Mountains）.

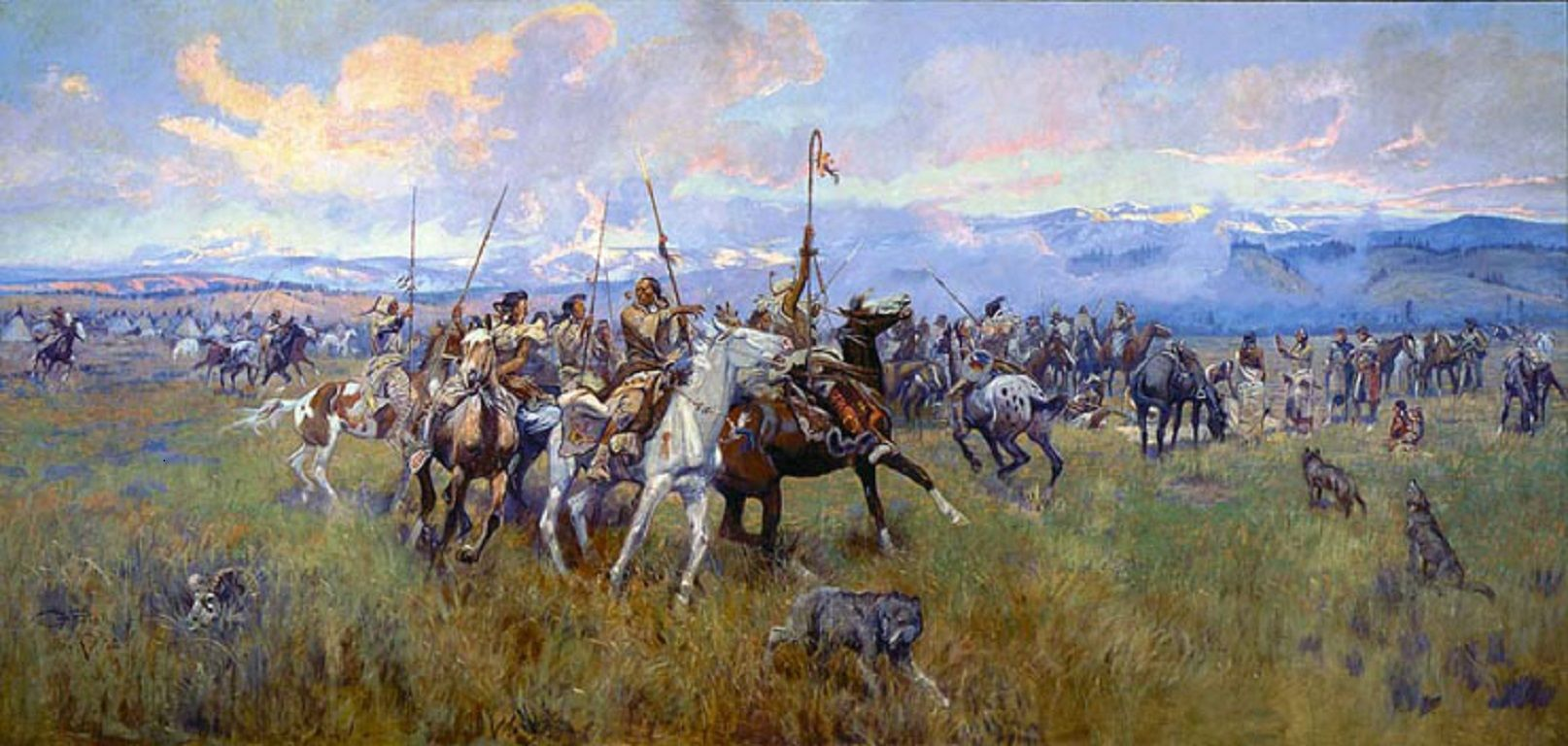
1805年9月4日，在羅斯洞遇見薩利什人（平頭印第安人）

- 1805年9月4日，在羅斯洞遇見薩利什人（平頭印第安人）9月4日：在羅斯洞遇見薩利什人（平頭印第安人），買了13多匹馬。
- 9月9–11日：在旅人休憩地（蒙大拿州米蘇拉郡洛洛保留區）紮營。現今的美國國家歷史名勝。
- 9月13日：通過洛洛小徑，缺糧，殺馬、吃蠟燭、喝速食湯果腹。
- 10月6–9日：在克利爾沃特遇見內茲珀斯人，留下馬匹、存糧，建造五艘獨木舟以備航行至海洋。

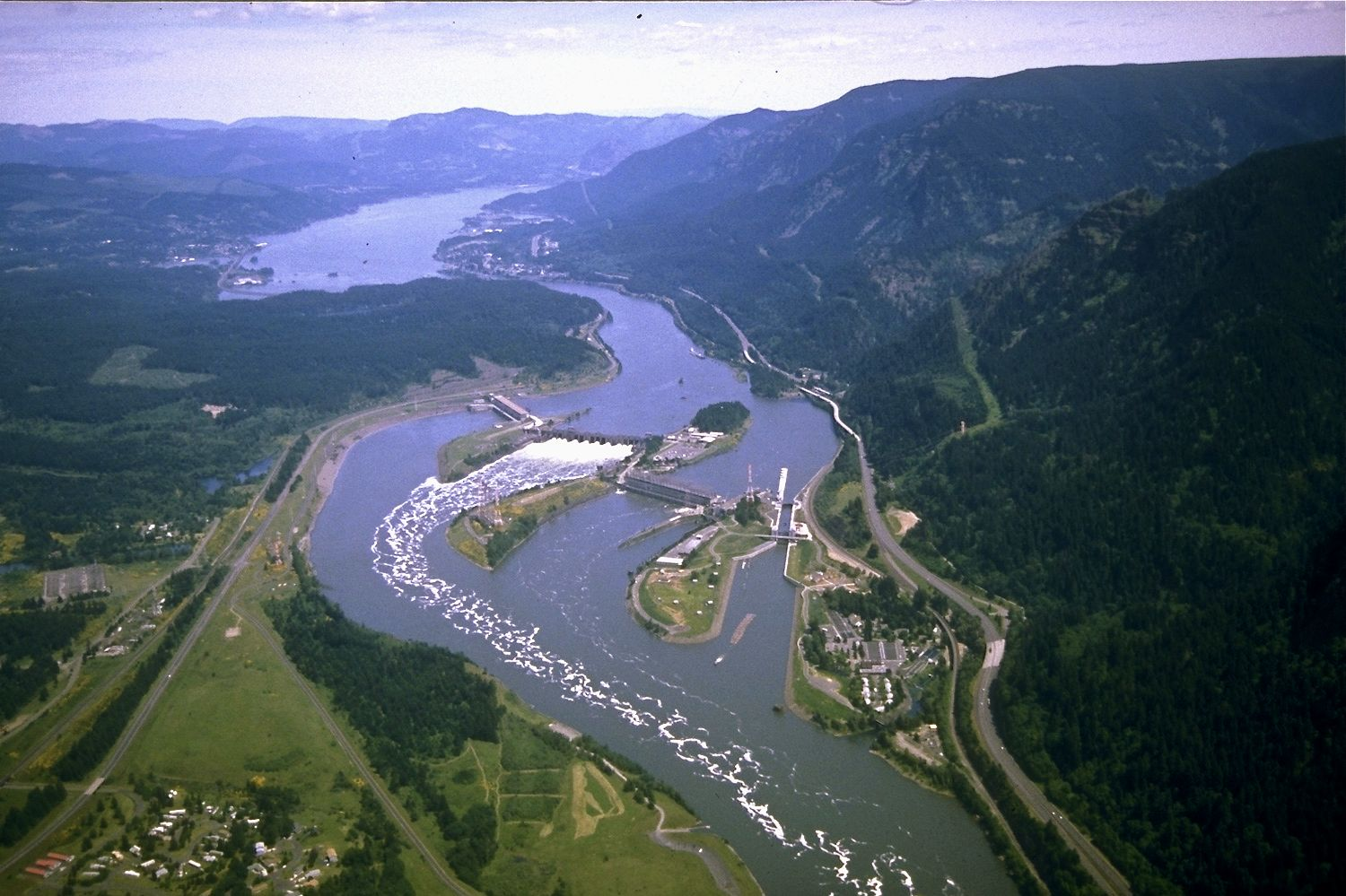
哥倫比亞河

- 10月9日 – 12月7日：在克利爾沃特河啟航，沿斯內克河、哥倫比亞河到海洋。
- 10月18日：克拉克看著胡德山，（似曾相識），意味著他們回到探索過的領地。
- 10月25–28日：在岩石堡紮營。第一次遇見下哥倫比亞講奇努肯語的人。
- 11月7日：克拉克在他的日誌上寫著：「海洋在望！ㄡ！何等興奮。」
- 11月20日：與太平洋相遇在哥倫比亞河口...
- 11月24日：探險隊對『冬天在哪裡過』的問題進行投票，奴隸約克、女人薩卡加維亞也允許投票。議決——在哥倫比亞河的南岸過冬。
- 12月7日–3月23日：克拉索普堡縫製了338雙莫卡辛鞋（鹿皮鞋）。

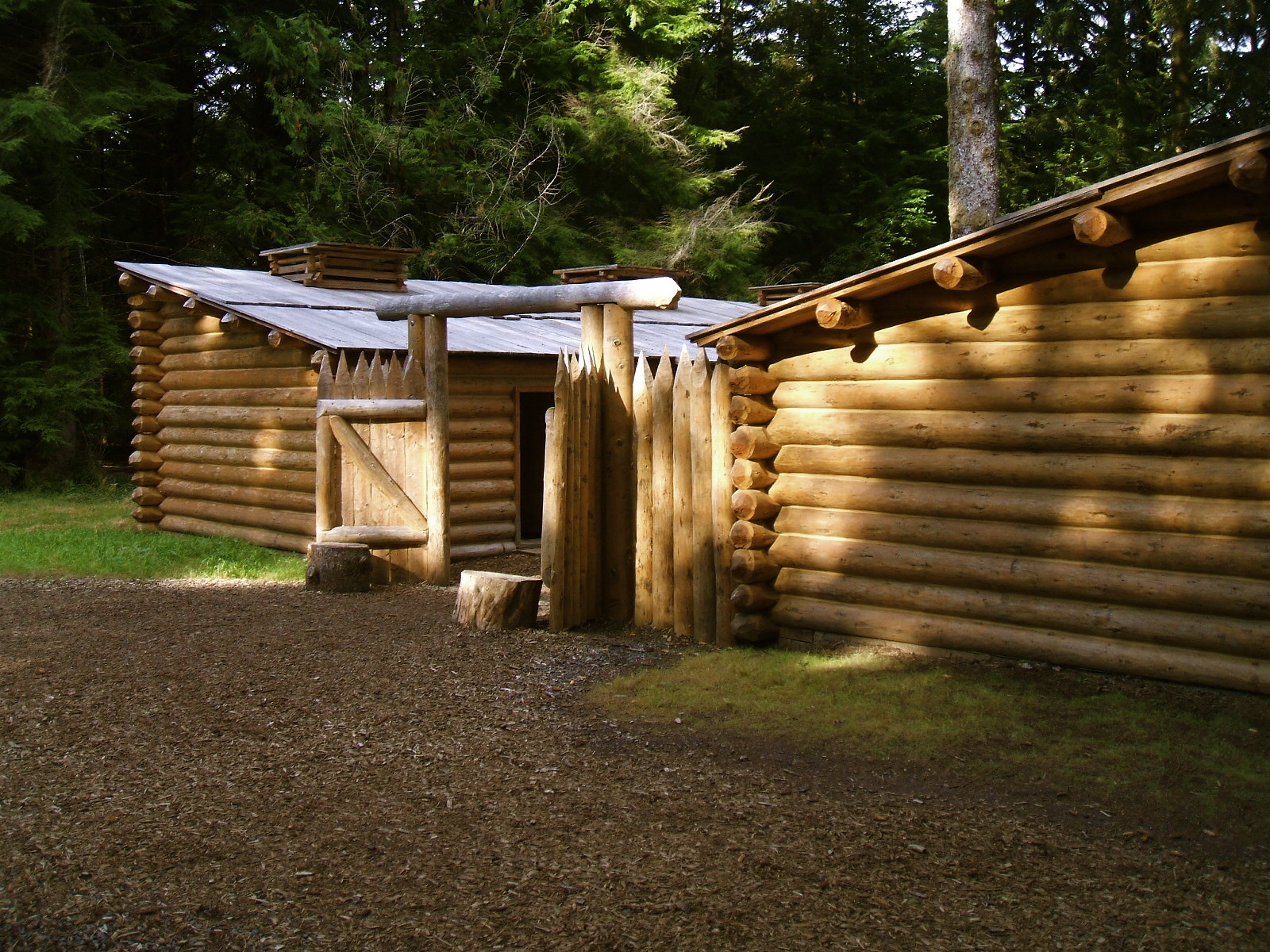
2007年的克拉索普堡

- 12月25日：克拉索普堡， 探險隊的冬屋建成。

### 1806年
- 1月1日：迎接新的一年，發射一小批彈藥。幾個軍團成員在今天奧勒岡州錫賽德的附近建造了一座鹽製的紀念碑。

### 回程
- 3月22日：探險隊離開克拉索普堡，向東賦歸。
- 3月23日–5月14日：邁向喬邦尼什營地。
- 4月11日：刘易斯的狗被原住民偷了，很快就破案。路易斯因此警告酋長：爾後任何的不當行為或惡作劇一律『斬立決』！
- 5月14日–6月10日：喬邦尼什營地募集了65匹馬。準備翻越山脈。比特魯特山仍然覆蓋著雪，步履維艱。
- 6月10–30日：經由洛洛溪前往旅人休憩地，較來時縮短了300哩。用了17匹馬、五個內茲珀斯嚮導。
- 6月30日–7月3日：在旅人休憩地整備。
- 7月3日：營隊一分為二。刘易斯率領一隊走布萊克富特河，克拉克率領一隊走比特魯特河。

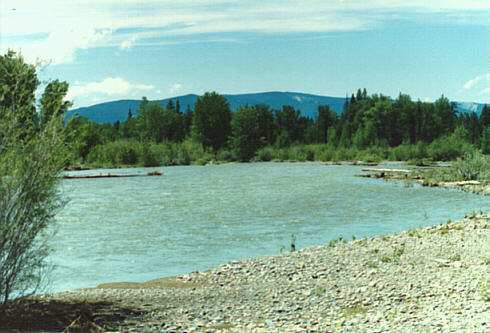
布萊克富特河 （蒙大拿州）

- 7月3日：克拉克勘察黃石地區——前往三支流和黃石河。隨行的有中士普賴爾，大兵吉普生、赫爾、溫莎；中士奧德韋，大兵奧德威、柯爾特、克魯賽特、拉比徹、霍華德、薛爾德、拉佩吉、香農、波特茲、布拉坦、威瑟、威拉德、懷特豪斯、查博諾、薩卡加維亞及『幫浦』、約克。
- 7月3–28日：刘易斯的營隊回到密蘇里的大瀑布。隨行的有中士蓋斯、湯普生、麥尼爾、R.菲爾德、富雷澤、J.菲爾德、溫納、德魯亞德、古德里奇。
- 7月6日：克拉克營隊從吉本斯埡口穿越大分水嶺。
- 7月7日：刘易斯營隊從路&克埡口穿越大分水嶺。
- 7月8日：來到幸福營地，挖出去年的貯藏—菸草最珍貴。
- 7月13日：奧德韋中士從克拉克營隊分出，到密蘇里河與刘易斯、蓋斯會合。
- 7月13日：來到白熊島，打開貯存，許多物品毀壞；所幸鐵框船損害不大。
- 7月15日：刘易斯探勘馬里亞斯河，和蓋斯分手，約定於8/5-9/1間在馬里亞斯河口會面。馬里亞斯河探勘班隊包括刘易斯、R.菲爾德、J.菲爾德、德魯亞德。
- 7月15–26日：失望營地馬里亞斯河向北走得不夠遠。原住民終究於發現了。
- 7月20日：奧德韋中士班隊（屬克拉克營隊）與蓋斯中士班隊在密蘇里河大瀑布會合。
- 7月25日：克拉克發現龐培支柱並題字。

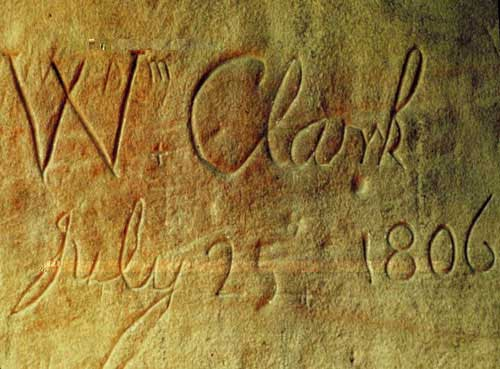
克拉克的題字

- 7月27日：皮卡尼族的『黑腳部落』企圖偷走刘易斯營隊的步槍，爆發戰鬥，兩名原住民死於敵對部落之手。
- 7月28日：刘易斯與奧德韋、蓋斯會合。
- 8月1日：克拉克隊長的36歲生日。
- 8月3日：克拉克在密蘇里河與黃石河的會合處遭蚊蟲攻擊，躲入河水裡。
- 8月8日：普賴爾班隊與克拉克會合。普賴爾班隊（吉布森、哈爾、溫莎）帶著馬匹和給休.亨利的一封信離開。信中期待蘇族光臨華盛頓，締造與各族群間的和平。馬匹被盜，不得不製造公牛船過河而下。

- 8月11日：刘易斯被自己人誤射傷。

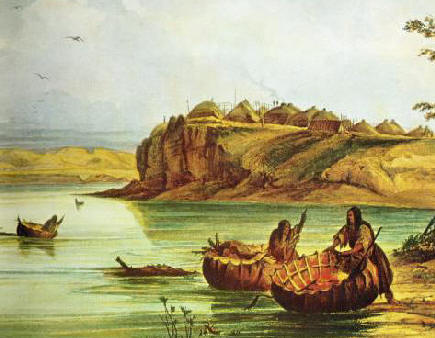
公牛船

- 8月12日：兩個營隊在今天的北達科他州的密蘇里河重新會合。
- 8月14日：到達曼丹村。夏博諾和薩卡加維亞留了下來。約翰·科爾特與獵人漢考克、迪克森等人與團隊其他人一起回到河上，一路航行至聖路易斯。
- 8月18日：刘易斯隊長的32歲生日。
- 9月23日：探險隊抵達聖路易，結束他們2年4個月零10天的遠征歷程。

## 其他
- 杰斐逊国家西拓纪念公园，纪念远征的博物馆
- 刘易斯与克拉克博览会金币
- 電影 《博物館驚魂夜》，由馬丁·克里斯多佛、馬丁·西姆斯主演。
- 刘易斯和克拉克国家森林
- 劉易斯與克拉克河
- 帝國建設者號，連結西雅圖/波特蘭和芝加哥的鐵路，部分線路和遠征線路重合

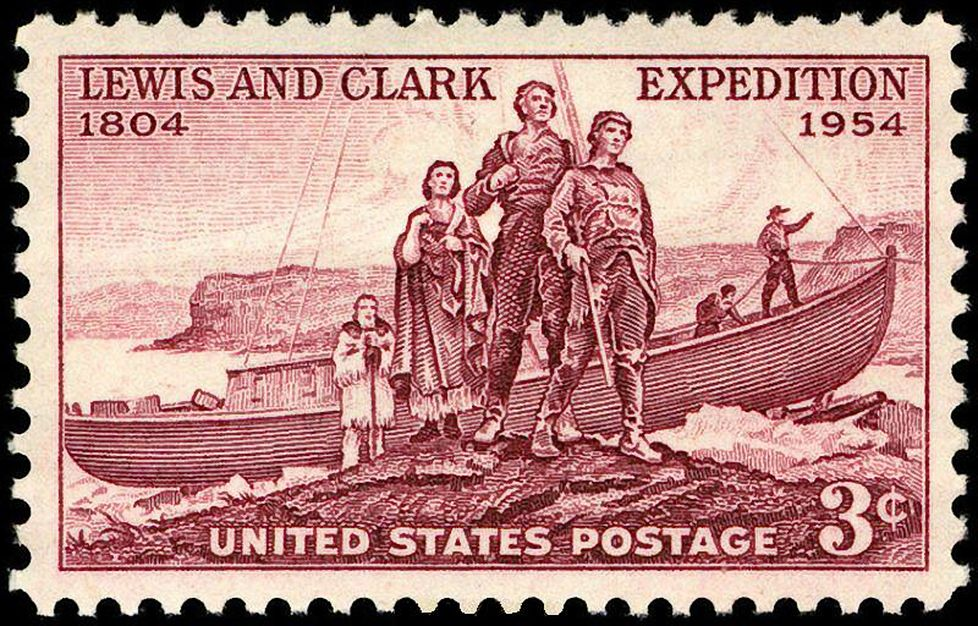
1954年發行的遠征150週年紀念郵票
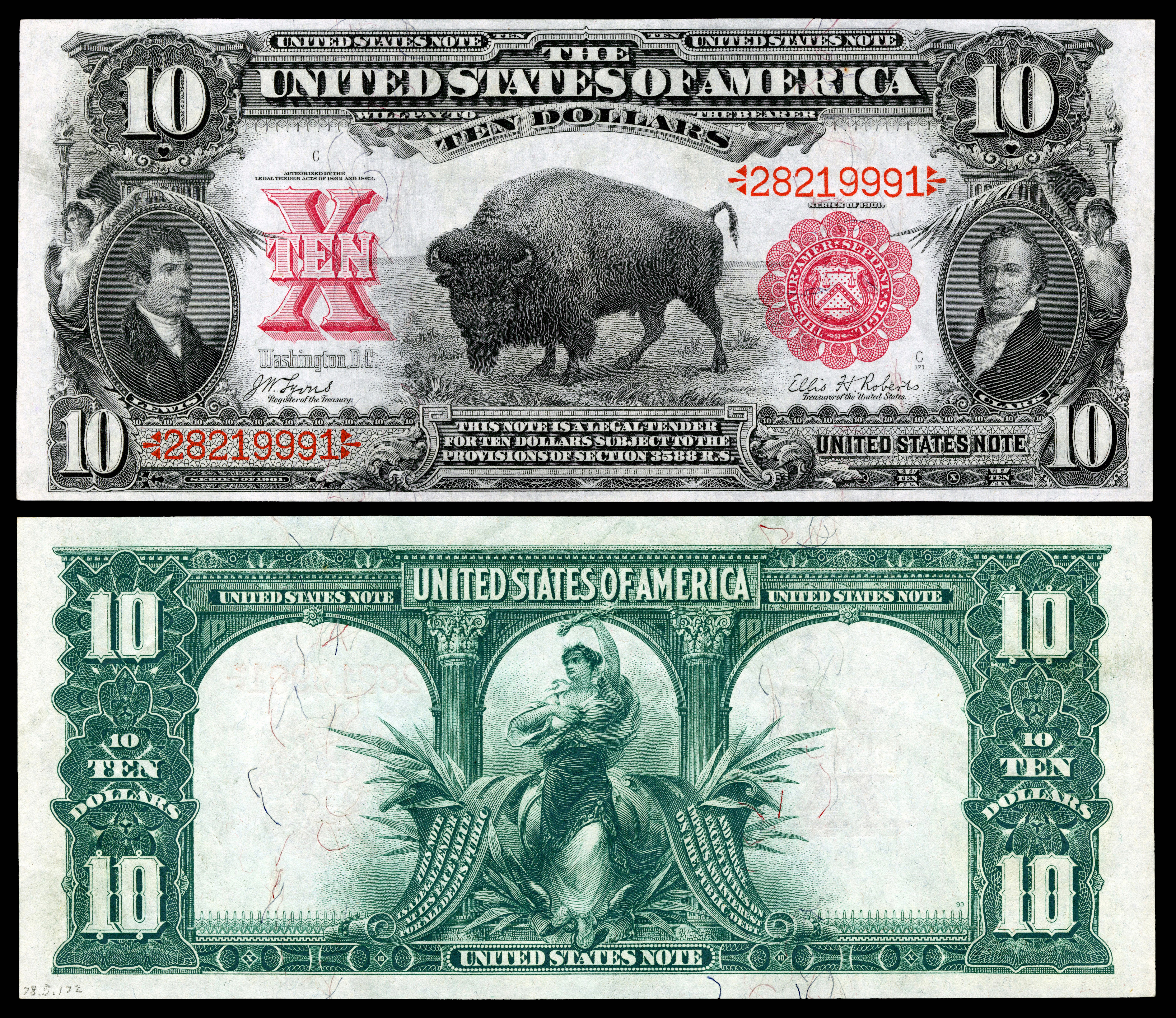
路易斯和克拉克在1901年10美元法定貨幣系列中被紀念（與美洲野牛一起）
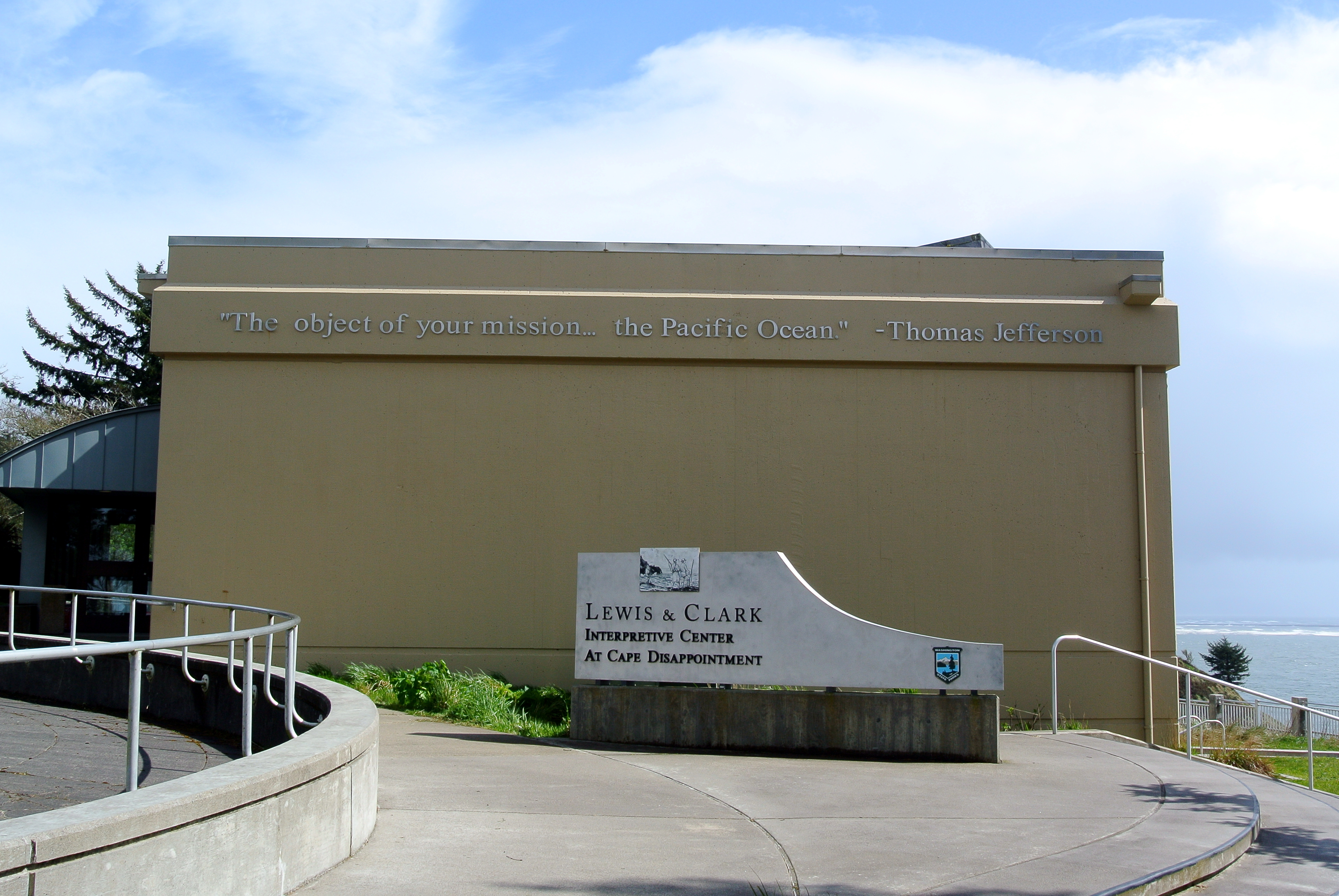
失望角州立公園的劉易斯和克拉克解說中心
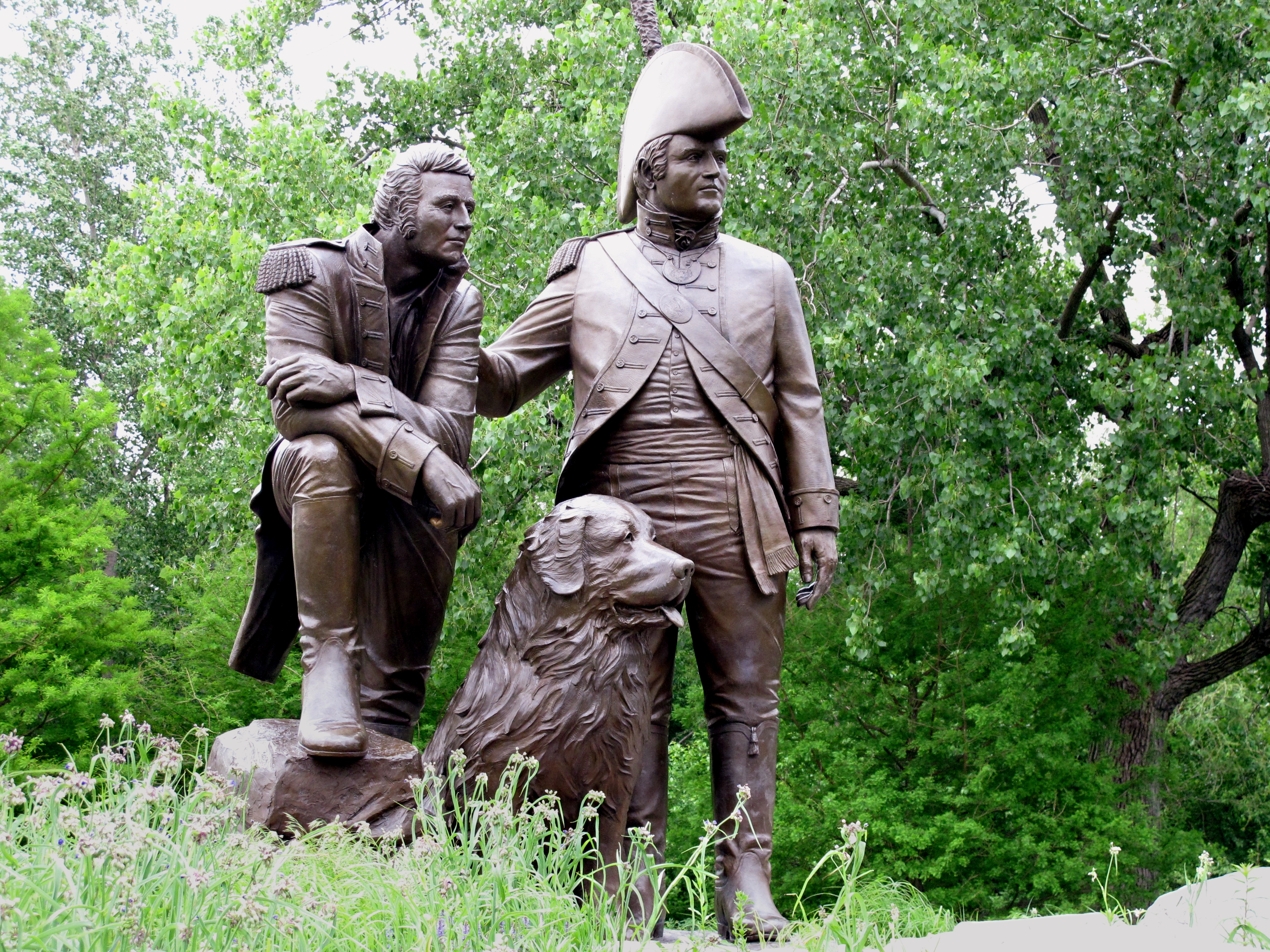
密蘇里州聖查爾斯的劉易斯和克拉克雕像（與他們的狗狗西曼）
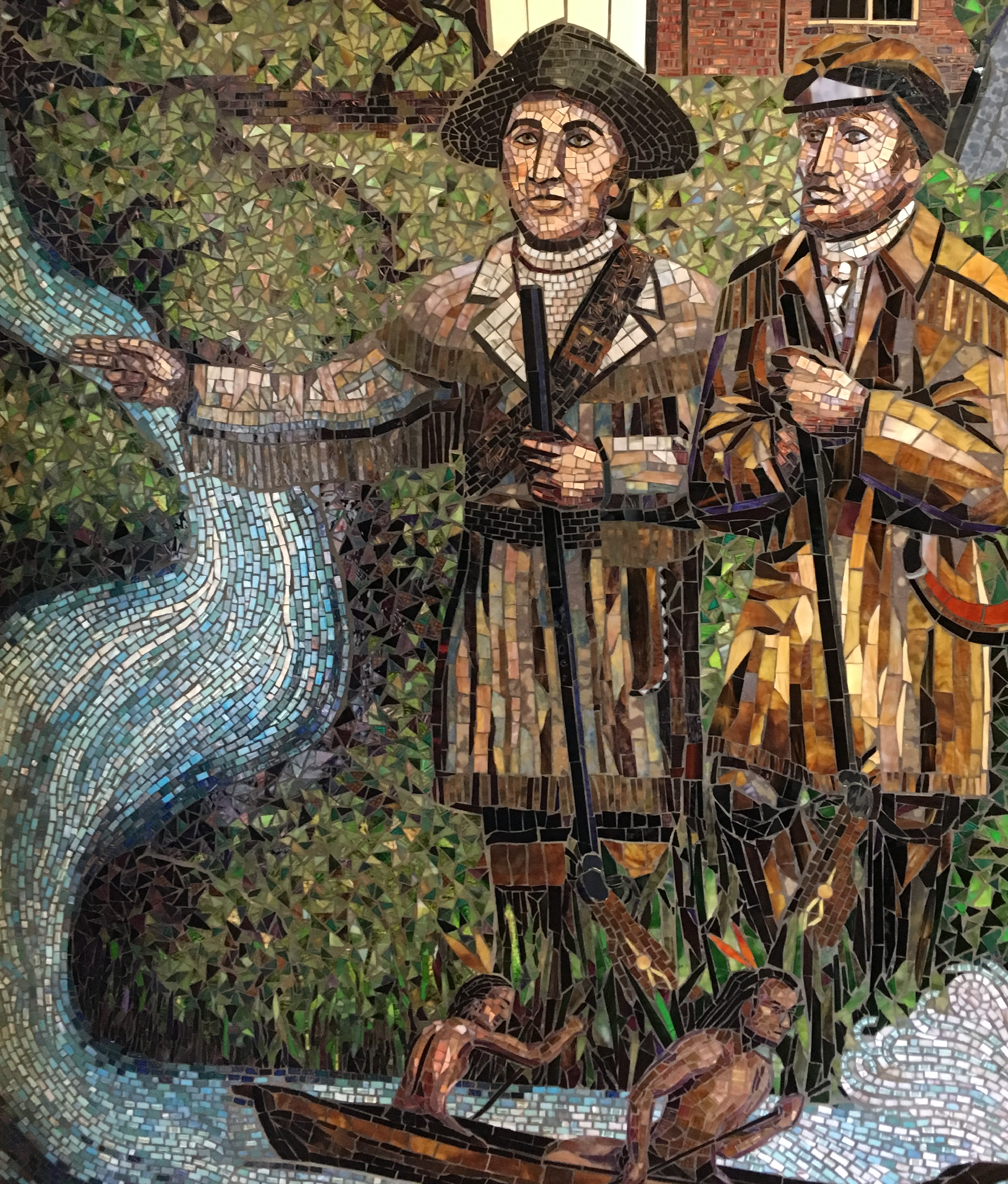
密蘇里州的劉易斯和克拉克馬賽克圖像
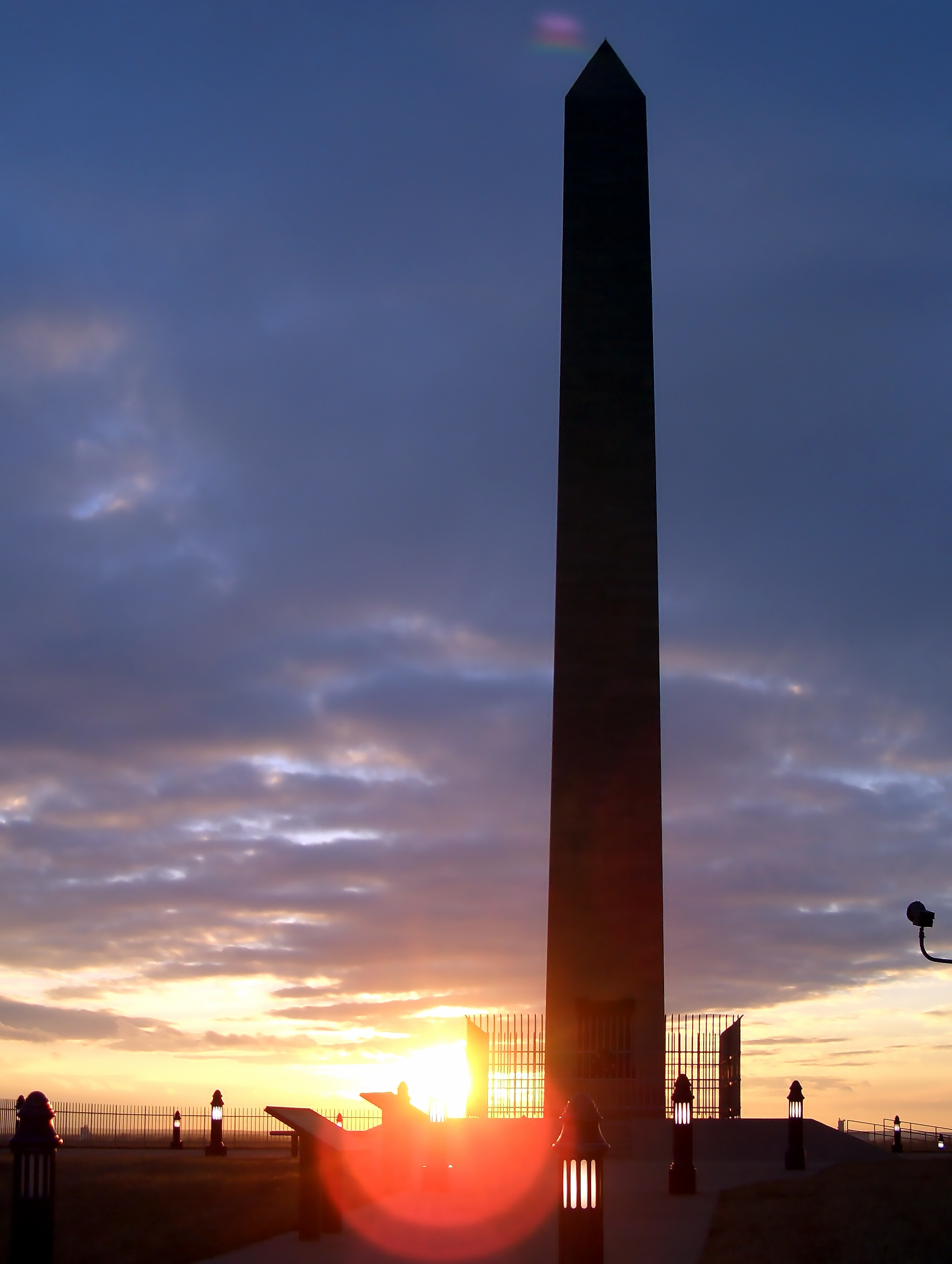
愛荷華州蘇城的弗洛伊德中士紀念碑是美國2,600個國家歷史地標中的第一個
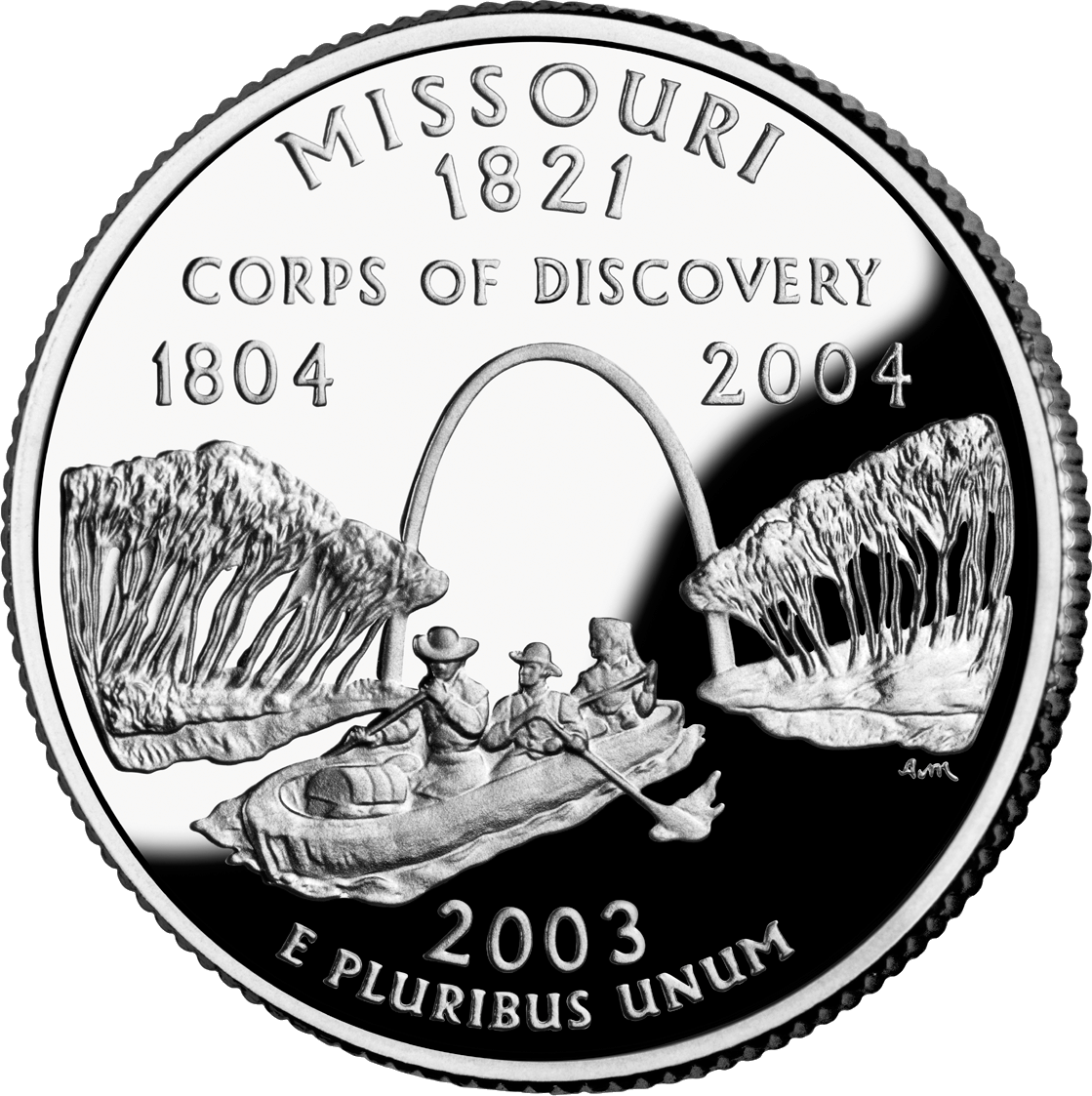
密蘇里州的25分硬幣紀念

## 进一步阅读（英文）

### 历史
- Lewis and Clark Among the Indians（刘易斯和克拉克在印地安人之中）， 詹姆斯·P·隆达， 1984 - ISBN 0803238703
- 英勇无畏（Undaunted Courage）， 斯蒂芬·安布罗斯（Stephen Ambrose）， 1997 - ISBN 0684826976
- National Geographic Guide to the Lewis & Clark Trail（刘易斯&克拉克足迹全国地理指南）， 托马斯·施密特（Thomas Schmidt）， 2002 - ISBN 0792264711
- The Lewis and Clark Journals：An American Epic of Discovery（刘易斯和克拉克日志：发现美国史诗） （简略）， 加里·莫尔顿（Gary E. Moulton）编辑， 2003 - ISBN 080322950X
- The Journals of the Lewis and Clark Expedition（刘易斯和克拉克远征日志）， 13-册， 加里·莫尔顿编辑， 2002 - ISBN 0803229488
- 刘易斯和克拉克的日志全文 （页面存档备份，存于）
- In Search of York： The Slave Who Went to the Pacific With Lewis and Clark（约克搜索：去太平洋与刘易斯和克拉克的奴隶）， 罗伯特·贝茨（Robert B. Betts）， 2002 - ISBN 0870817140
- Online text of the Expedition's Journal （页面存档备份，存于）在古登堡计划（Project Gutenberg）

### 著名小说
这些小说历史准确性都有不同程度地差异，这是非常不幸的，因为它们形成了全民对美国历史的错误认知。
- 征服（The Conquest）， 埃娃·埃默里·戴伊（Eva Emery Dye）， 1902 - 再版
- Sacagawea， 格雷斯·赫巴德（Grace Hebard）， 1933 - 再版
- Sacagawea， 安娜·李·瓦尔多（Anna Lee Waldo）， 1984 - ISBN 0380842939
- 我非常高兴在贵公司（I Should Be Extremely Happy in Your Company）， 布赖恩·霍尔（Brian Hall）， 2003 - ISBN 0670031895
- 横跨北美游记（From Sea to Shining Sea）， 詹姆斯·亚历山大·索姆（James Alexander Thom）， 1986 - ISBN 0345334515